# 西洋占星術

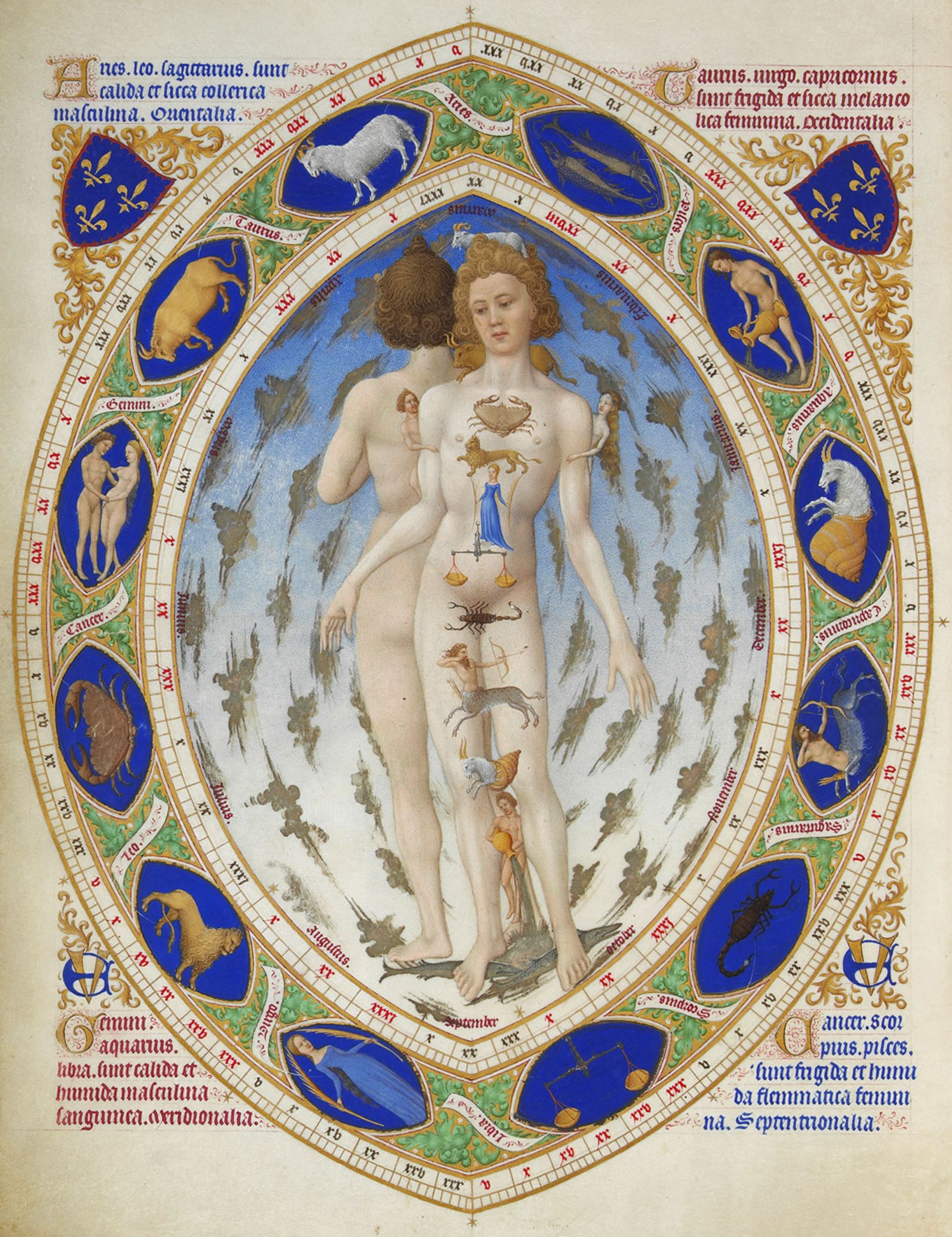
人体と十二宮の照応関係を示した獣帯人間の図（ベリー公のいとも豪華なる時祷書より）

西洋占星術（せいようせんせいじゅつ）では、アラブ世界や西洋諸国で発達してきた、天体が地球に及ぼす効果を研究し予言を行おうとする占星術の体系について述べる。西洋の占星術（羅：astrologia、星々の研究）は、天体は一定の影響を地上にもたらすというマクロコスモスとミクロコスモスの照応という考えに基づいており、一般的に、占う対象に影響を及ぼすとされる諸天体が、出生時などの年月日と時刻にどの位置にあるかをホロスコープに描き出し、それを解釈する形で占う。用いられる黄道十二宮の概念は、初期メソポタミア文明に起源を持ち、ヘレニズム時代にギリシャ人が採用し、ローマ人に受け継がれた。占星術は古代から、天体の位置を測定して計算し宇宙の体系の仮説を作る天文学（羅：astronomia、星々の法則）とともに行われ、惑星の位置の精緻な計算を必要とする占星術という実践が、天文学を推進する最大の力だった。

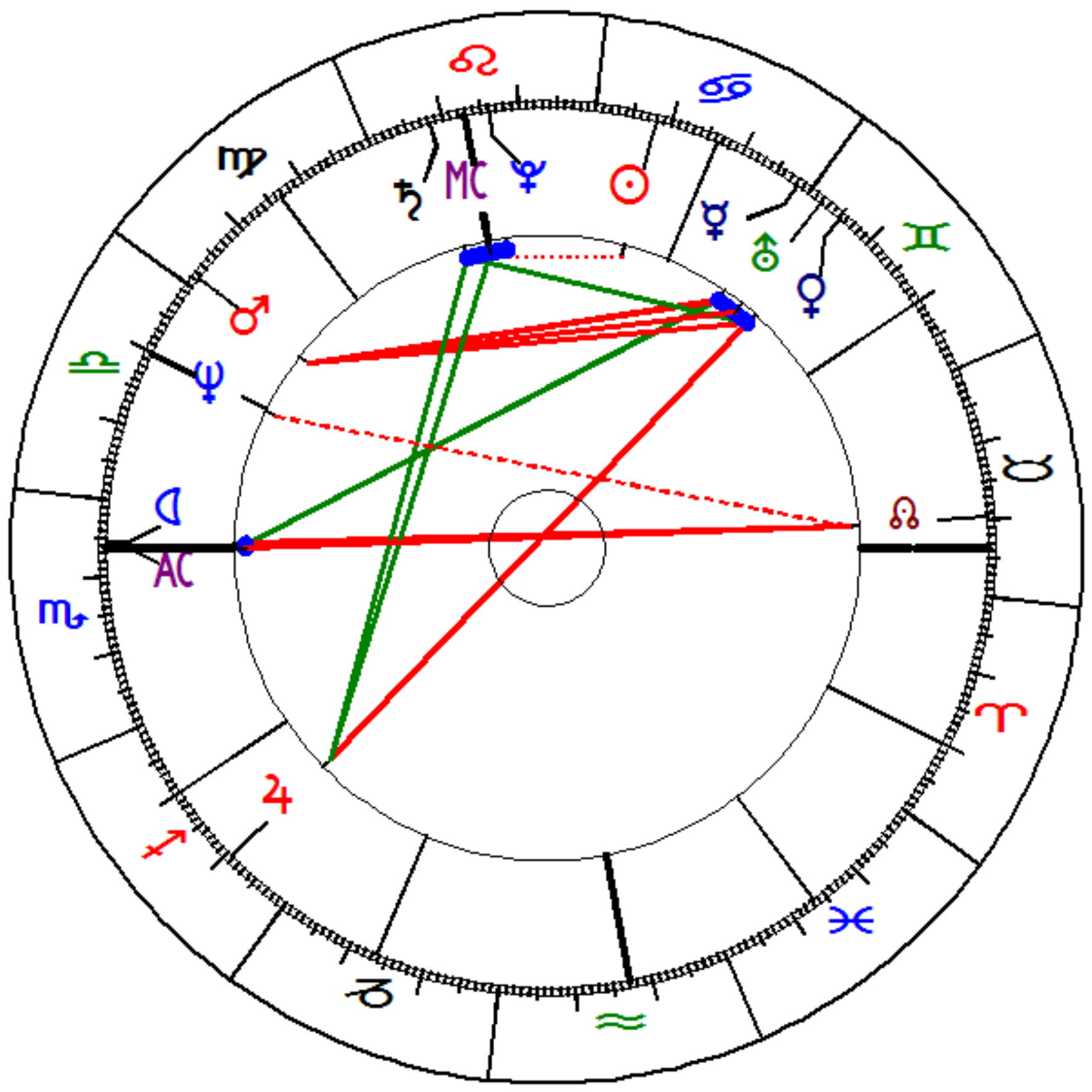
現代のホロスコープの一例

古代・中世・初期近代のたいていの占星術（伝統的占星術）は、真面目で洗練された研究・実践であり、当時においては超自然的でも非合理的でもなかった。潮汐など、天体の地球への影響は明らかに存在し、惑星の光に何らかの影響が伴っていることは疑う余地もなく思われたため、占星術の真偽が論点になることはなく、天の影響の範囲とその影響をいかに正確に予言するかということがもっぱら論争された。
占星術一般がそうであるように、西洋占星術もまた、近代的な科学の発展に伴って「科学」としての地位から転落した。神智学協会の神智学の影響を受けてオカルト的な色合いを帯びて復興し、超物理（メタフィジカル）サブカルチャー運動であるニューエイジを経て心理学化・セラピー化の流れも生じた。神智学協会以降広まったサン・サイン占星術では、太陽のあるサインをもとにして占う。日本の雑誌などでよく見かける十二星座を基にした「マジック的」な星座占いは、これを矮小化・通俗化したもので、初期近代までの占星術の慣行とはまったく異なる。
科学史などでは疑似科学に分類されるのが一般的であり、科学的な議論の枠組みをすでに外れているともいえる。科学的な実証研究はほとんど存在しない。人間の理性を重んじる現代の西洋社会において、中世の迷信と嘲笑されながらも人気を保ち続け、現代日本で浸透している占いの中でもポピュラーであり、生活の中に幅広く用いられ一定の社会的存在感を得ている。英語圏には1万人以上の占星術師がおり、2,000万人以上の顧客がいる。現代の占星術では、ホロスコープを作るための計算にコンピュータが用いられている。

## 歴史

### 起源

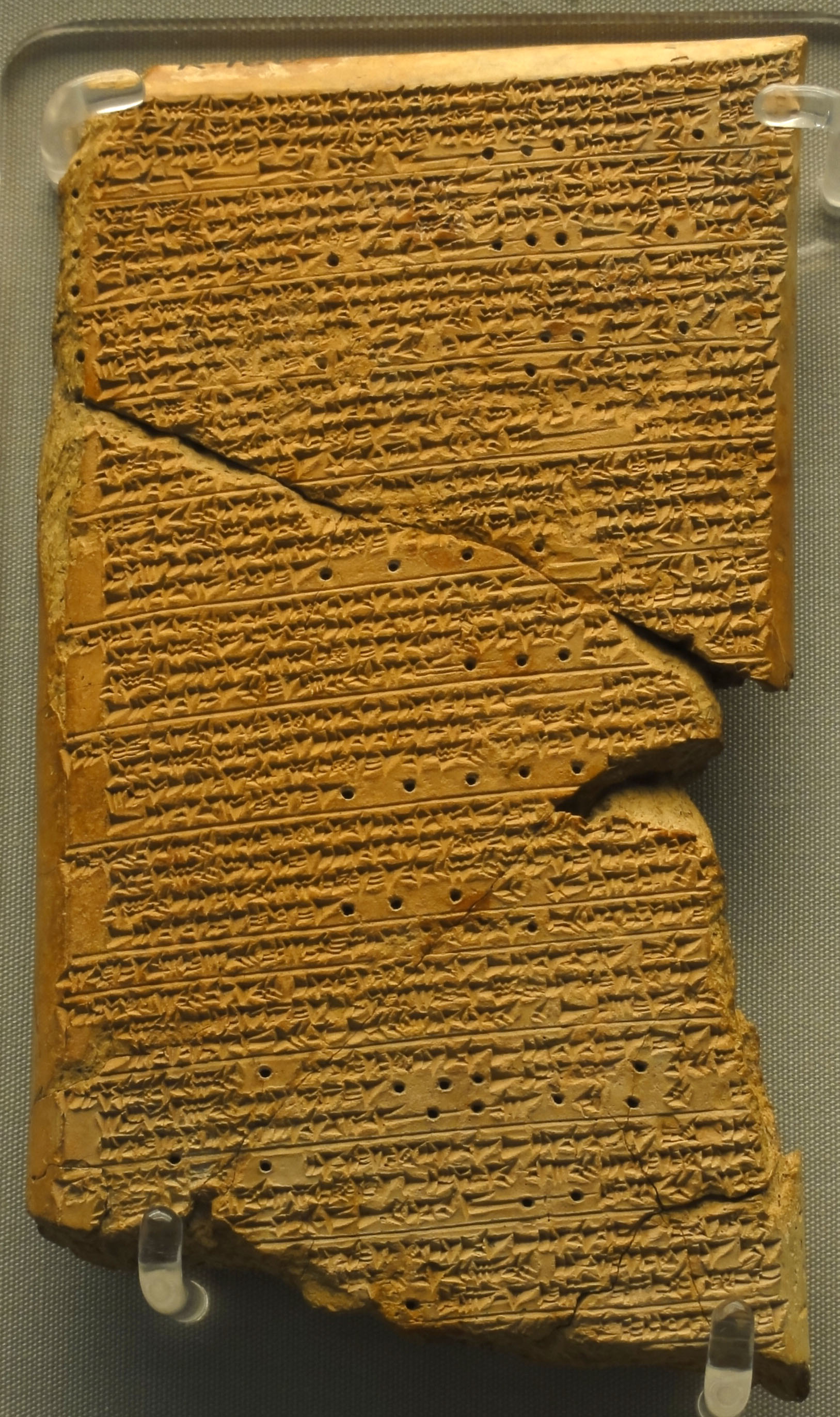
占星術的予兆を記したタブレット（Venus tablet of Ammisaduqa、Enuma Anu Enlil Tablet 63）

西洋占星術の起源はバビロニアにあった。バビロニアでは、紀元前2千年紀に天の星々と神々を結びつけることが行われ、天の徴（しるし）が地上の出来事の前兆を示すという考えも生まれた。『エヌーマ・アヌ・エンリル』（Enuma Anu Enlil、紀元前1000年ごろ）はそうした前兆をまとめたものである。ただし、当時前兆と結びつけられていた出来事は、君主や国家に関わる物事ばかりで、その読み取りも星位を描いて占うものではなく、星にこめた象徴的な意味（火星は軍神ネルガルに対応していたから凶兆とするなど）を読み取るものに過ぎなかった。
現代にも引き継がれている星位図を描く占星術は、天文学が発達し、惑星の運行に関する知識が蓄積していった紀元前1千年紀半ば以降になって興った（このころも含め、古来、「天文学」と「占星術」の境界の曖昧な時代は長く続いた）。もともとは暦のために整備された獣帯を占星術と結びつけることも、そのころに行われた。現存最古の星位図は、楔形文字の記録に残る紀元前410年の出生星位図（ある貴族の子弟の星位を描いたもの）である。ただし、この時点では、のちのホロスコープ占星術に見られる諸概念はほとんど現れていなかった。

### エジプト占星術
古代ギリシャやローマの著述家たちは、占星術をしばしばカルデア人とエジプト人がもたらしたものとして叙述している。

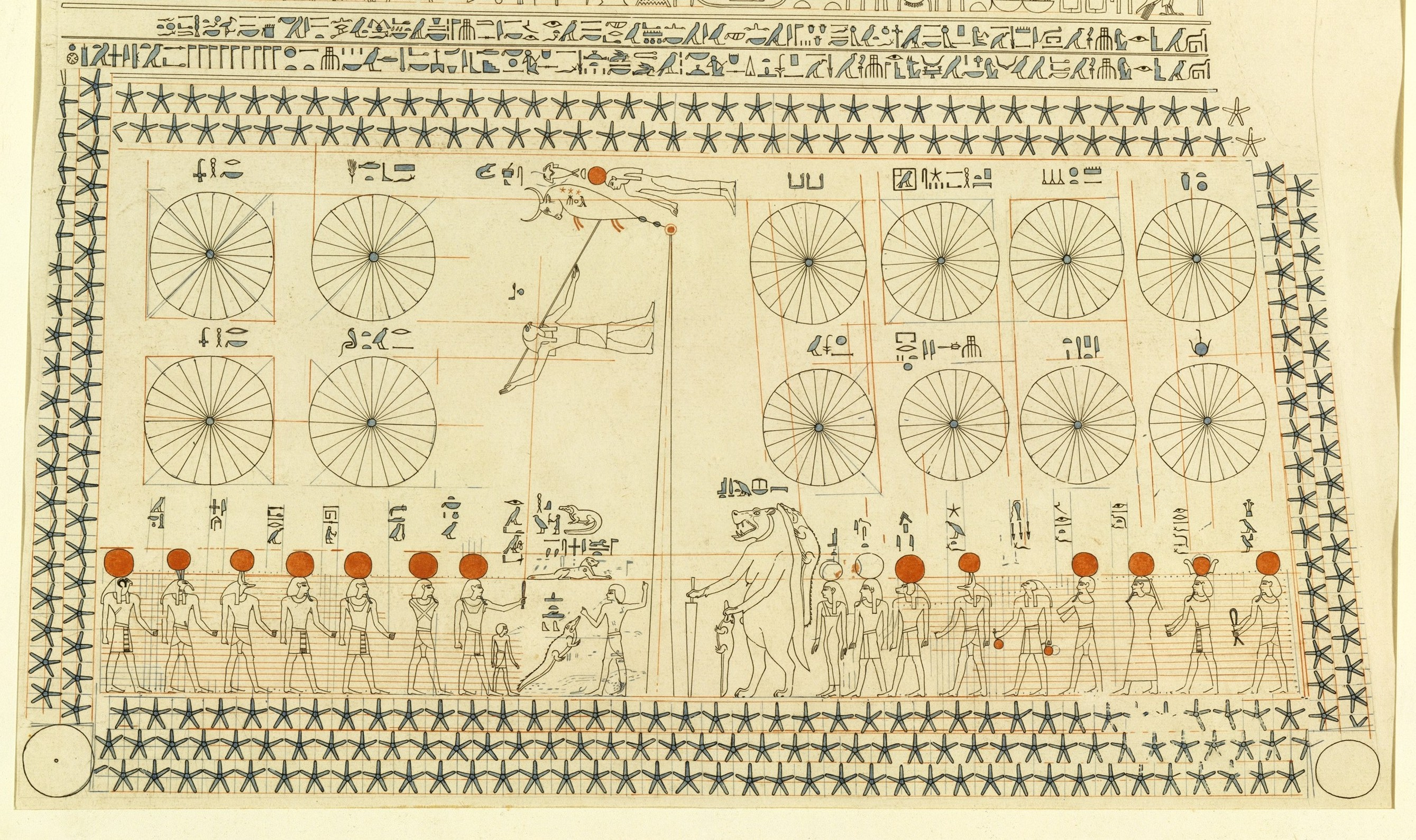
古代エジプトの墓から出土したチャート

確かに、紀元前4200年の星図をともなうエジプトの占星術の歴史は古い。エジプト人の占星術は、太陽とシリウスの組み合わせが主役になっている。それが、エジプトに肥沃さと活力をもたらしてくれるナイル川の氾濫を予言するものとされた。
しかし、西洋占星術に直接関わるような概念の発達には、エジプト占星術はほとんど寄与していない。「エジプト起源」がかつて語られたのは、アレクサンドロス3世（大王）の征服以後、ヘレニズム文化圏に組み込まれていたエジプト（特にアレキサンドリア）で、占星術が発達したことによって生じた誤伝らしく、正しくはヘレニズム時代における寄与と位置づけられるべきである。

### ギリシャ人の占星術

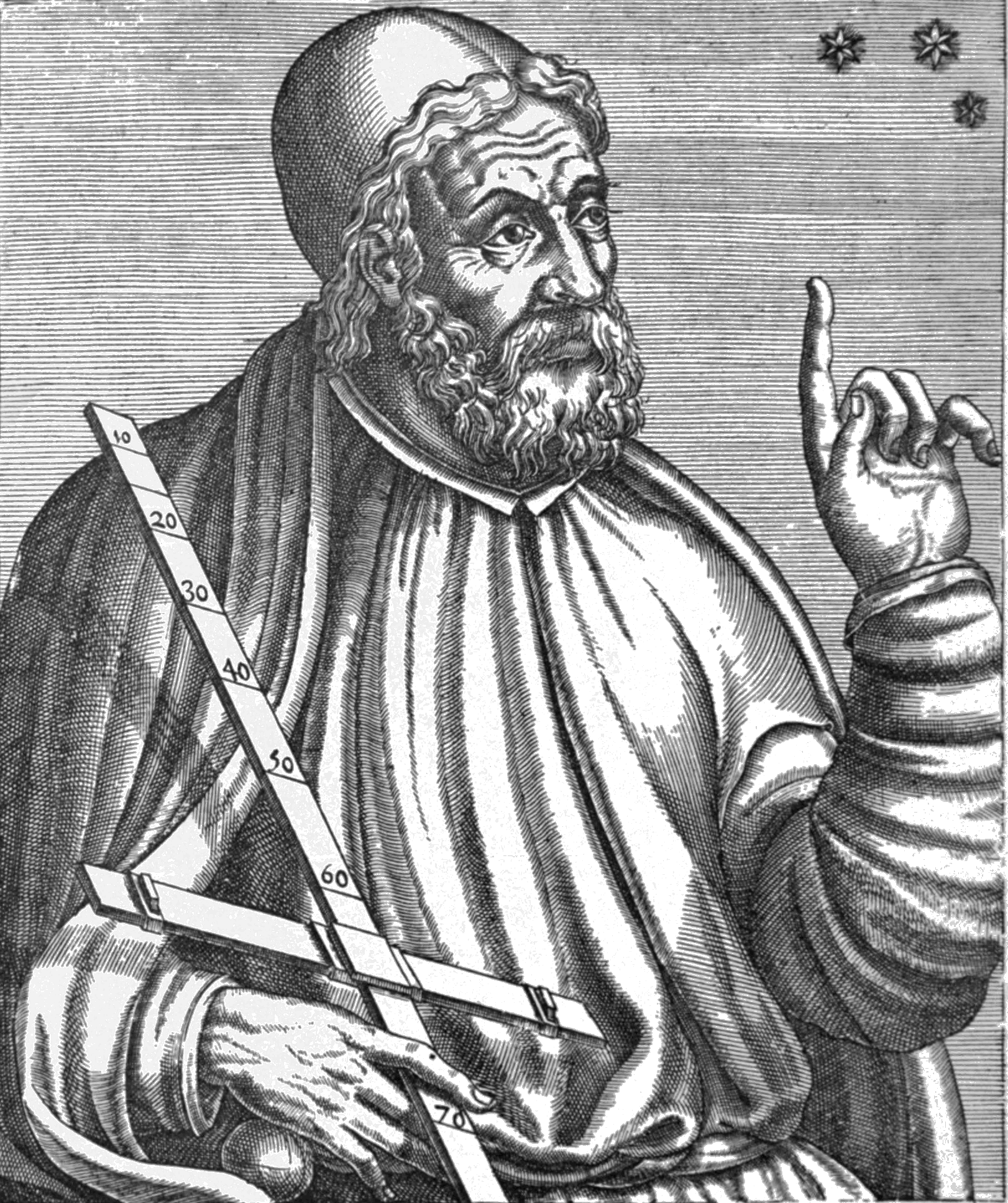
プトレマイオス

紀元前332年にアレキサンダー大王によって占領されたあと、エジプトはギリシャの支配下にあった。そして、ヘレニズム文化が栄える中で、初めて本格的にホロスコープを用いる占星術が現れた。出生時における星々の位置から個人の星位図をトレースする試みが普及した。このシステムは「ホロスコープ占星術」と名付けられた。アセンダント（後述）はギリシャ語で「ホロスコポス」とも呼ばれていたからである（星位図そのものを「ホロスコープ」と呼ぶようになったのは、これが語源である）。ギリシャで大いに発展したとはいえ、その大部分はバビロニアからもたらされたものであった。

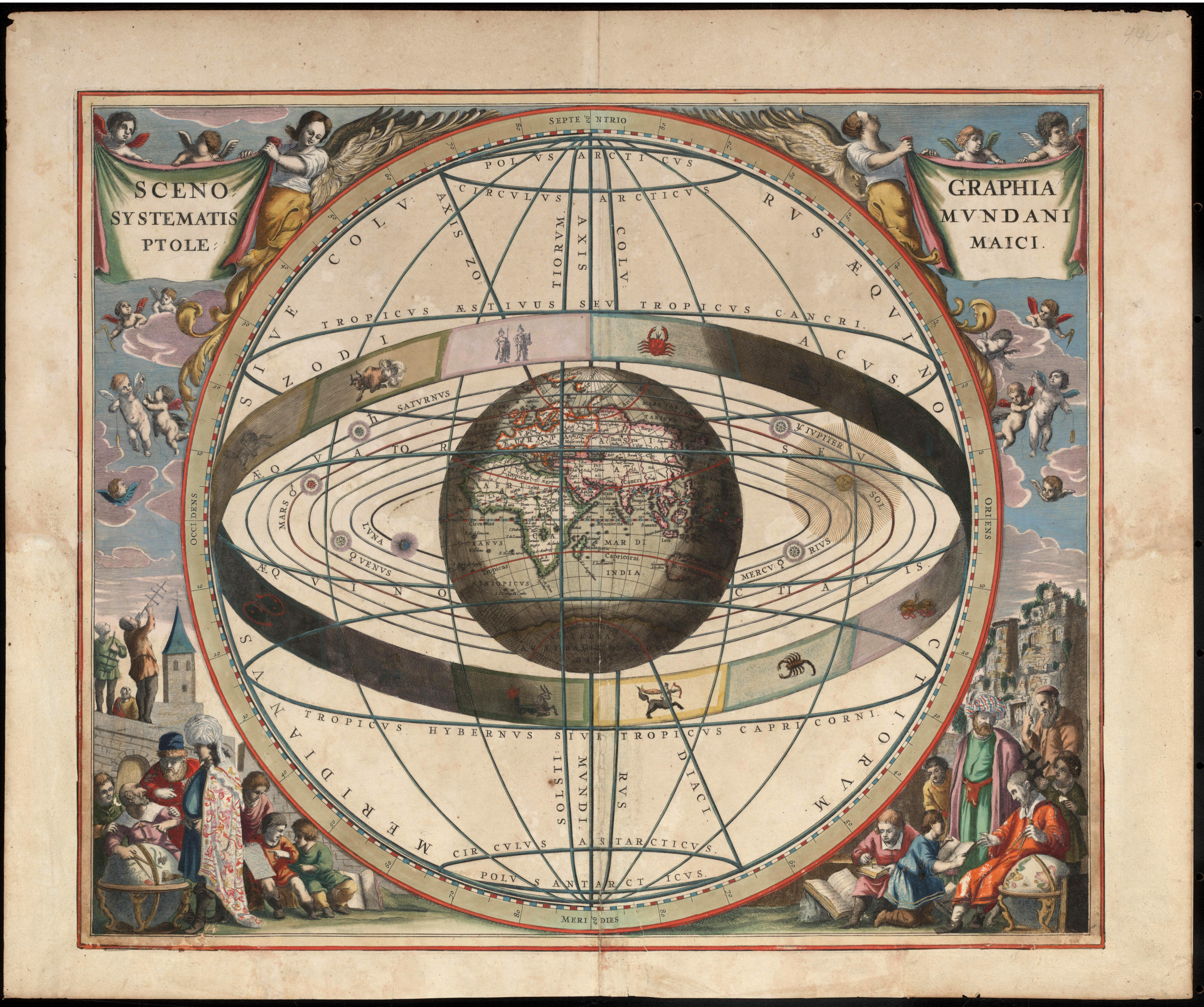
プトレマイオスの天動説にもとづく天球図（1660年）

ホロスコープの普及は、春分点歳差の発見者とされるヒッパルコス（紀元前2世紀）以降のことである。かつて彼は占星術を生み出した人物であるかのごとく位置づけられたが、実際にはバビロニアで天文学と並行して発達した占星術の知識を、ヘレニズム世界にもたらした人物であったといえる。そのバビロニアからもたらされたシステムは、後世作り上げられた完成の域にある程度達したものではあったが、ギリシャ人占星術師たちによっても、個人のホロスコープを描く上での重要な追加がなされた。

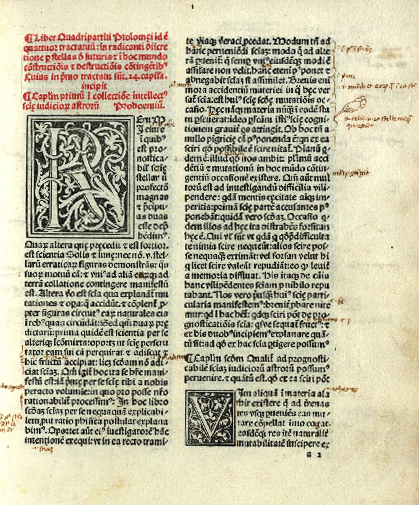
テトラビブロス（1484年）

ギリシャがローマ帝国の支配下に入った後も、ギリシャ人たちによって占星術は発達を遂げた。ローマでもマルクス・マニリウスの『アストロノミカ』（西暦1世紀）などが現れたが、西洋のホロスコープ占星術の発展において特に重要だったのは、天文学者・占星術師クラウディオス・プトレマイオスの貢献である。天文学と占星術が未分化だった時代にあって、彼の天文学書『アルマゲスト』とともに、占星術書『テトラビブロス』（四つの書）は、その後の西洋占星術の伝統における基盤となった。『テトラビブロス』では第一の書で惑星の冷熱乾湿などの一般的原理が講じられ、第二の書で社会変化を占う占星術が、第三の書と第四の書で個人のホロスコープ占星術が論じられている。
プトレマイオスは、古代より天文学界を支配してきた地球を宇宙の中心ととらえ、太陽や惑星が地球の周りを回る「天動説」を集大成して、「プトレマイオス体系」として確立し、天文学や占星術の「世界観」に大きな影響を与えた。
ギリシャ人（特にプトレマイオス）のもとで、惑星（太陽、月も含む。後述）、ハウス、十二宮などが合理化され、それらの機能も策定された（今日のものは若干の修正が施されている。以下では必要に応じて古典的な解釈にも触れている）。

#### 占星術と科学
バビロニアでも部分的には見られたことだが、ヘレニズム時代以降に占星術の適用範囲は、自然哲学、現代では「科学」と位置づけられるものすべてに広がった。すなわち、植物学、化学（錬金術）、動物学、鉱物学、解剖学、医学などである。
天上の星々は、地上の諸々の物質との照応関係を持つものとされ、星々に対応する金属（太陽と金、水星と水銀など）、鉱石（これが誕生石の起源になったという説もある）などが定められた。また、人体との照応関係をもとに「占星医学」（Iatromathematica、イアトロマテマティカ。星辰医学、医療占星術）も発達し、その治療に用いる薬草類の研究が天体植物学として体系化された。さらに、前出のマニリウスは全5巻の『アストロノミカ』の第4巻で、占星地理学（世界の地域を十二宮に対応させる）を論じている。

#### 占星医学

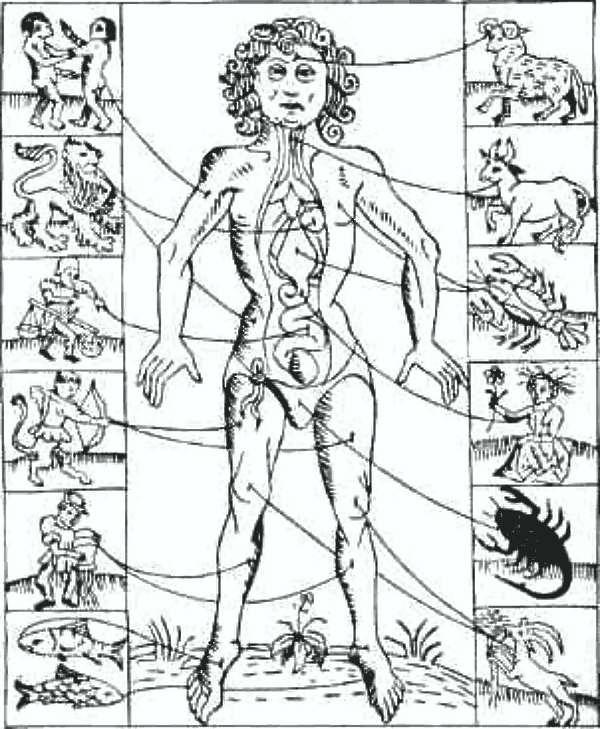
1702年の暦書に掲載された獣帯人間の図

ミクロコスモスとマクロコスモスに照応関係を認め、人間と星位と結びつける観点は、人体の各部位を、星々と結びつけることにつながった。『テトラビブロス』の第三の書でも、占星医学が論じられている。学派によって、その照応関係は異なるが、おおむね頭部を第1のサインである白羊宮に、足先を第12のサインである双魚宮にそれぞれ対応させ、その間に残るサインを当てはめていく。
外科医学でもこうした照応関係は重視され、のちには瀉血で切る部位や時期を決める際にも、占星術的な判断が用いられた。

### ローマの占星術
ローマ帝国では、すでに見たように理論面ではギリシャ人に多くを負い、独自の発展はほとんど見られなかった。
歴代ローマ皇帝には占星術を重視する者も見られ、占星術師トラシュルスを重用したティベリウス、占星術で最期を予言されたことに怯え、実際に暗殺されたドミティアヌスなどがいたが、キリスト教の広まりとともに衰えた。西ローマ帝国滅亡後にも迷信的とされた通俗占星術は命脈を保ったが、当時「科学」の一端を担っていた占星術の理論体系は、ヨーロッパ社会からは失われた。中世のヨーロッパ社会では、ヴェズレーの大聖堂の彫刻など、獣帯を描いたものも見られたが、それらは主として暦を表していたに過ぎず、占星術との関連を論じるのは適切ではない。

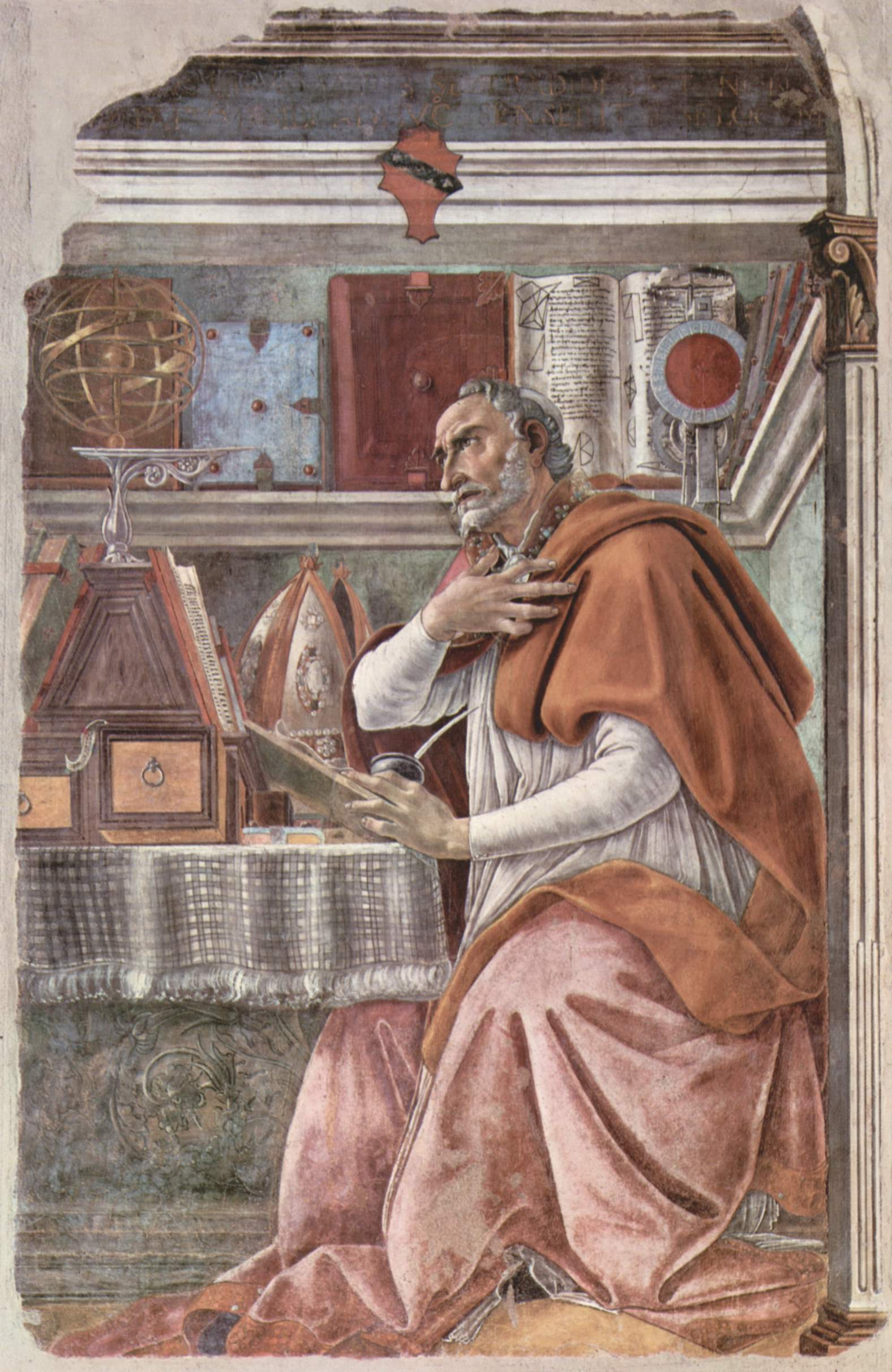
アウグスティヌス

ローマ帝国がキリスト教化していくと、キリスト教会の権力が大きくなり、教会の反占星術の姿勢が強まっていった。なかでもアウグスティヌスの占星術に対する攻撃は、キリスト教会の占星術に対する態度を決定づけた。キリスト教会は、占星術は人間の自由な意志を宿命論的な側面から脅かすとして問題視した。そして、キリスト教にとっての異端の宗教であるグノーシス派やマニ教などが占星術と結びつけて考えられたことも大きかった。
東ローマ帝国では、レトリオスの『フロールイト』（500年ごろ）が、火、水、風、土のグランドトラインを論じるなど、『テトラビブロス』をいくらか発展させた研究も見られたものの、基本的には東ローマ帝国滅亡（1453年）まで古代ギリシャ占星術を教条化し、固持し続けた。

### イスラム世界の占星術

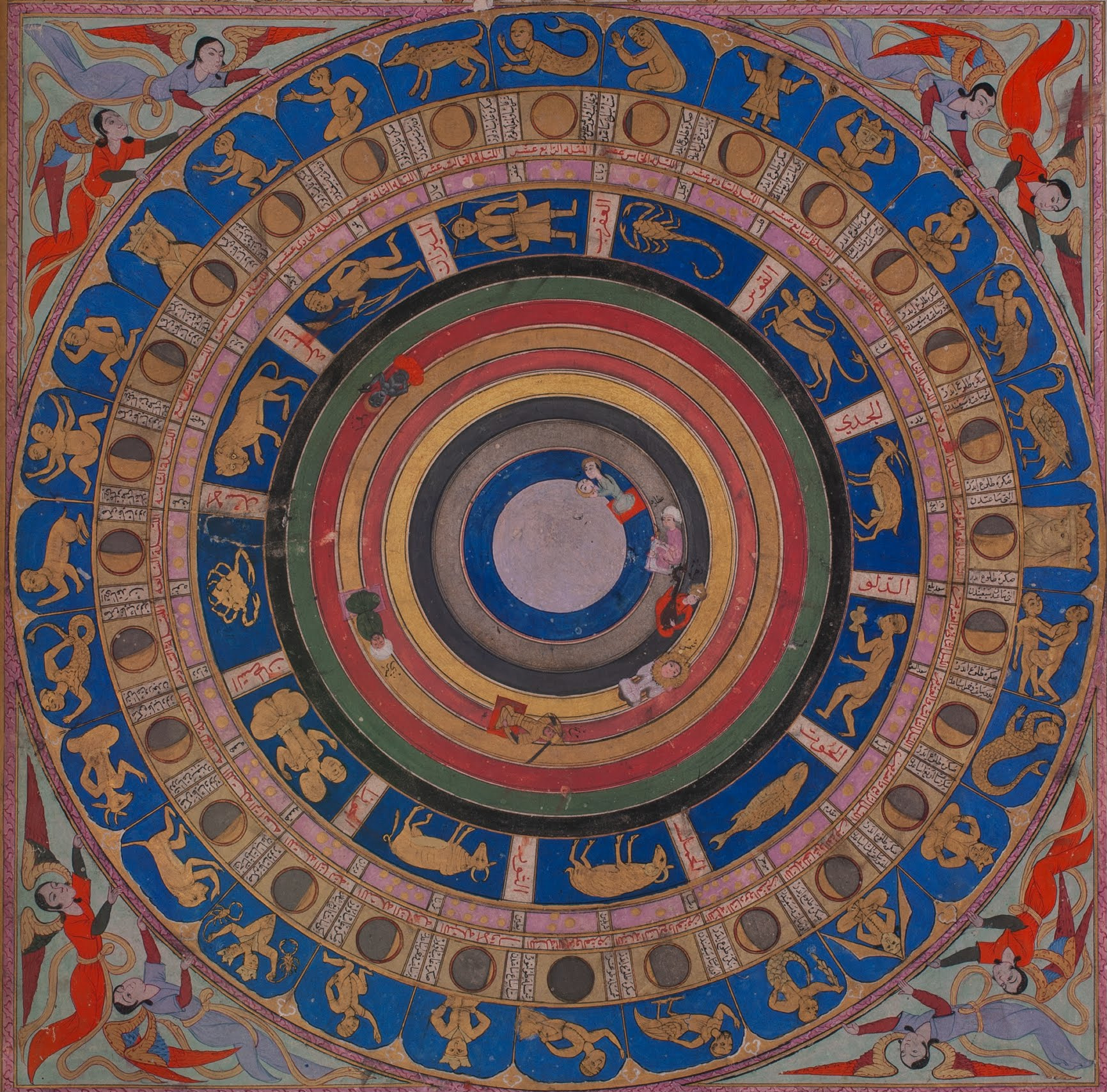
15世紀のスルタン・ムラト3世に捧げられた、黄道と月の満ち欠けが描かれた天体図

ヘレニズム時代に体系化されたシステムは、ほとんどそのままアラブ・ペルシャなどのイスラム世界の占星術師たちに引き継がれた。ダマスカスとバグダードにあった彼らの研究拠点では、ヨーロッパが忘れていた天文学、占星術、数学、医学などのギリシャ語の古典がアラビア語に翻訳され、大いに発展を遂げた。彼らの知識はヨーロッパに逆輸入され、ルネサンスの開始を助けた。
アラブの占星術師たちのなかでは、占星術以外の翻訳でも大いに功があったアル＝キンディー（アルキンドゥス）と、その弟子筋にあたるアブー＝マーシャル（アルブマサル）が特に重要である。後述するように、アブー＝マーシャルの著書『大序説』（ラテン語名：Introductorium in Astronomiam）は、のちのヨーロッパに絶大な影響を及ぼした。もう一人重要なのが、ペルシャの数学者、天文学者、占星術師、地理学者アル＝フワーリズミーである。彼の名前は「アルゴリズム」の語源としても知られる。

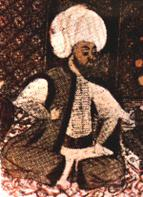

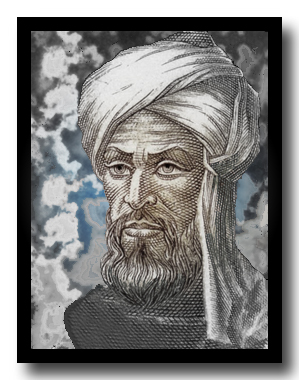
アル＝フワーリズミー

アラブ人たちは、天文学の知識も大いに増大させた。アルデバラン、アルタイル、ベテルギウス、リゲル、ヴェガなどの星々を最初に命名したのも彼らである。
占星術においては、彼らは「アラビック・パーツ」として知られる、擬似的な天体を多数作成ないし再発見した。アラビック・パーツは実在天体ではないが、実天体の位置やハウスの境界であるハウスカスプの位置から計算されるポイントとそれに付加された名称、象意の総体である。もっとも有名なアラビック・パーツであるPart of FortuneはASC + Moon - Sunという式で計算される。

### 中世ヨーロッパ

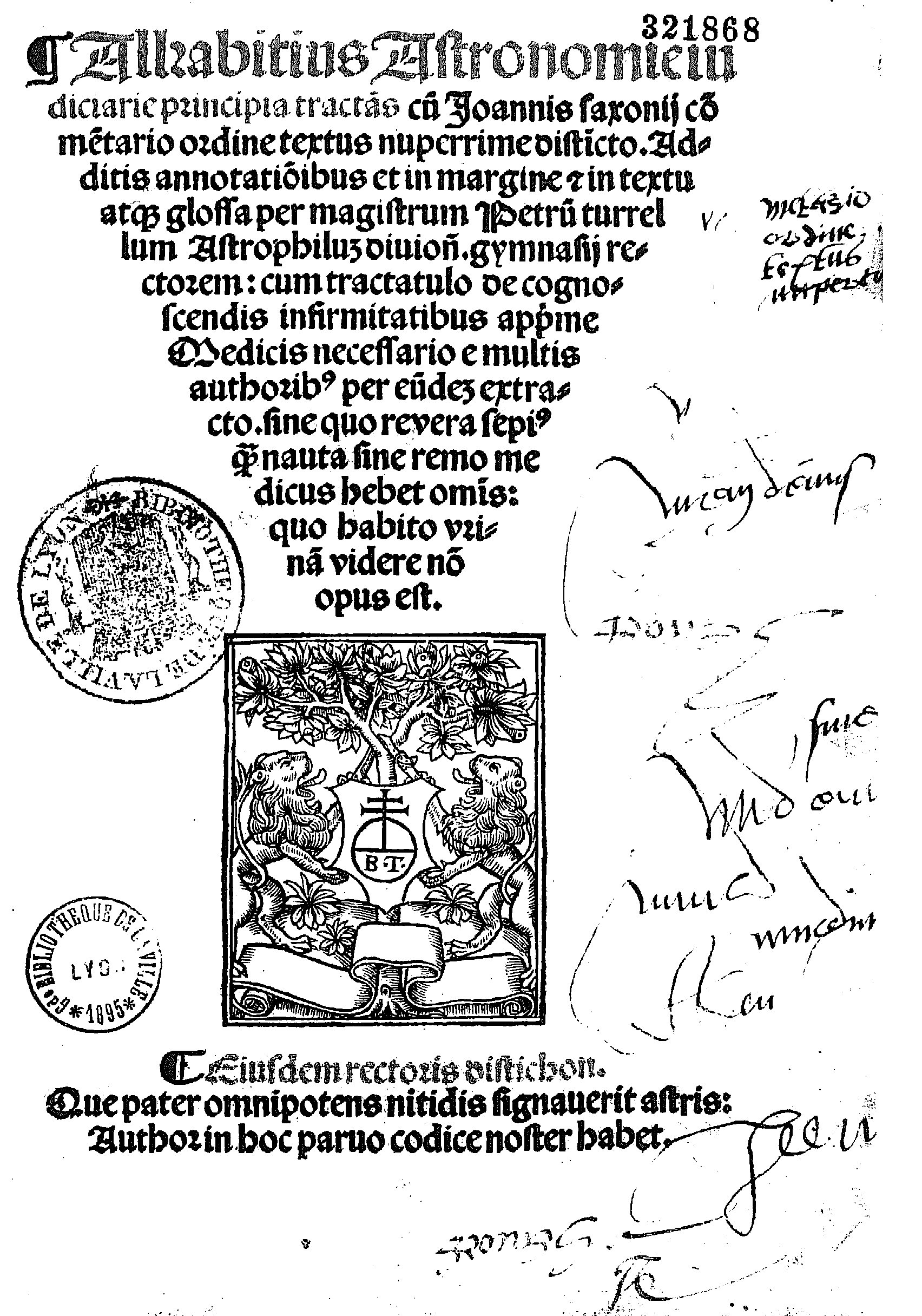

中世ヨーロッパでは、11世紀ごろまではアラブの占星術理論を受け入れられるだけの知的基盤自体がなかったが、いわゆる「12世紀ルネサンス」の中で、ほかの科学書とともに多くの占星術書がアラビア語からラテン語に翻訳され、占星術知識が再興・発展した。ヨーロッパの占星術師達はイスラム世界の占星術の技法を吸収し、またそこから新たな技法を見出すこととなった。たとえば、ハウス分割において、現在主流であるプラシーダスの技法はイスラム起源であり、プラシーダスがヨーロッパで広まる500年前にアブラハム・イブン・エズラがこのハウスシステムの計算方法を述べている。

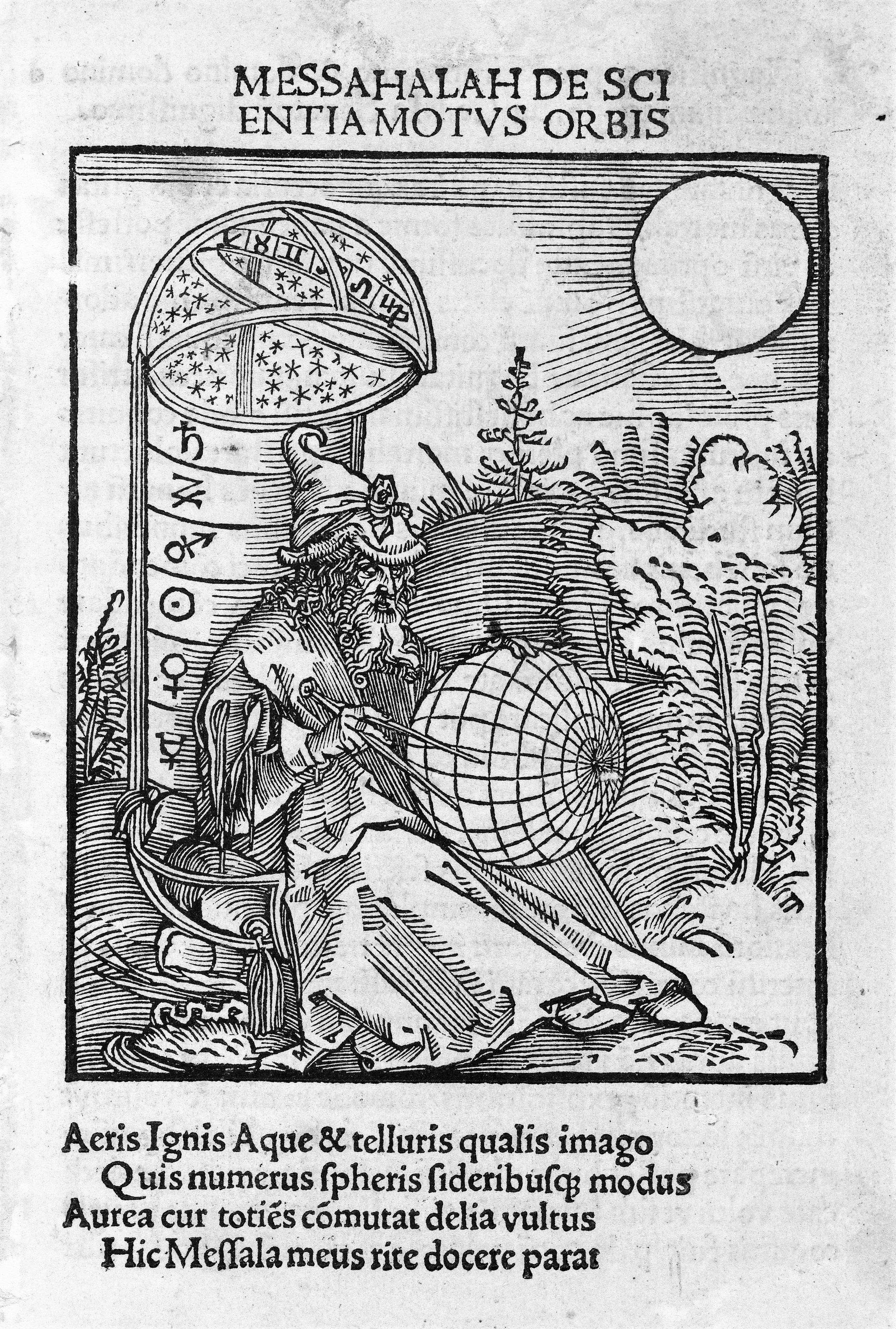
マーシャーアッラー（アルブレヒト・デューラーによる彫板画, 1504年）

1130年ごろから1150年ごろまでに、クレモナのジェラルドらによって、プトレマイオスの『アルマゲスト』『テトラビブロス』、アブー＝マーシャル『大序説』、偽プトレマイオス『ケンティロクイウム』（百の警句）などが訳され、特にアブー＝マーシャルはその後1世紀あまり占星術の権威と見なされた。占星術書を特に多く翻訳したのは、セビーリャのフアンである。彼はアブー＝マシャール、マーシャーアッラー、アル＝カビーシーらの複数の著作、『ケンティロクイウム』などの翻訳を手がけたほか、自身でも『全占星術綱要』を執筆した（これは16世紀に出版された）。

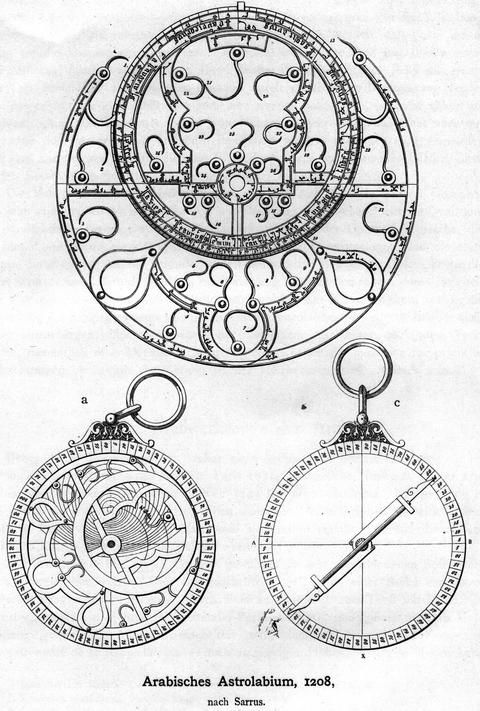
1208年のペルシアのアストロラーベ

また、古代ギリシャに存在していたとされるアストロラーベも、イスラム世界を経由してヨーロッパ人たちに再認識された。
しかし、イスラム世界の占星術の権威は長続きしなかった。西洋の占星術師たちが独自の技法を発展させていったことや、キリスト教神学者の間での議論の影響を受けたためである。神学者ではないが、ダンテもイスラム科学をキリスト教徒が使うことには批判的で、その影響を強く受けた占星術にも同様に批判的だった（彼は『神曲』の中で13世紀の代表的な占星術師グイド・ボナッティとマイケル・スコットを地獄に落としている）。ただし、こうした動きはイスラム世界起源の占星術書がまったく省みられなくなったことを意味しない。特に15世紀以降の印刷革命に波に乗って、ルネサンス期には多くのアラブ系の占星術書が出版されており、近世の著名な占星術師の一人ウィリアム・リリーは、否定的な見解を示しつつも、アラブの占星術も研究したと語っている。

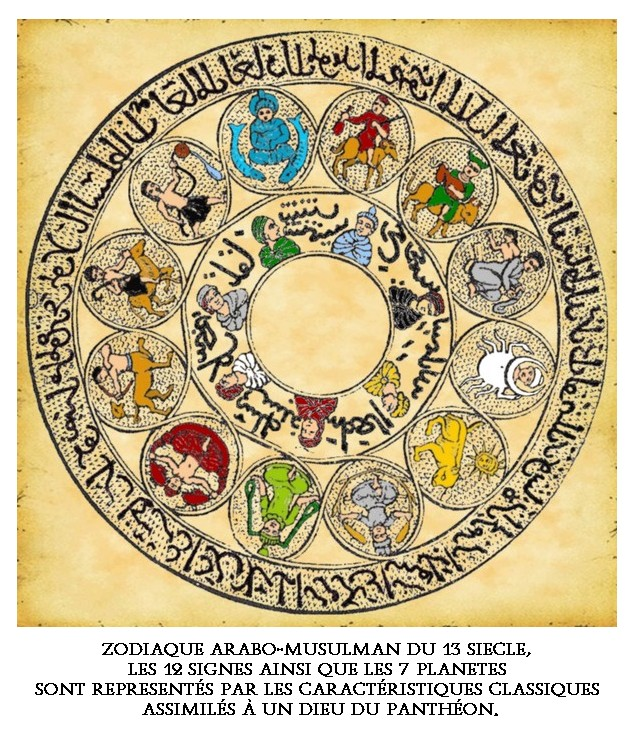
13世紀イスラムの12のサインと惑星

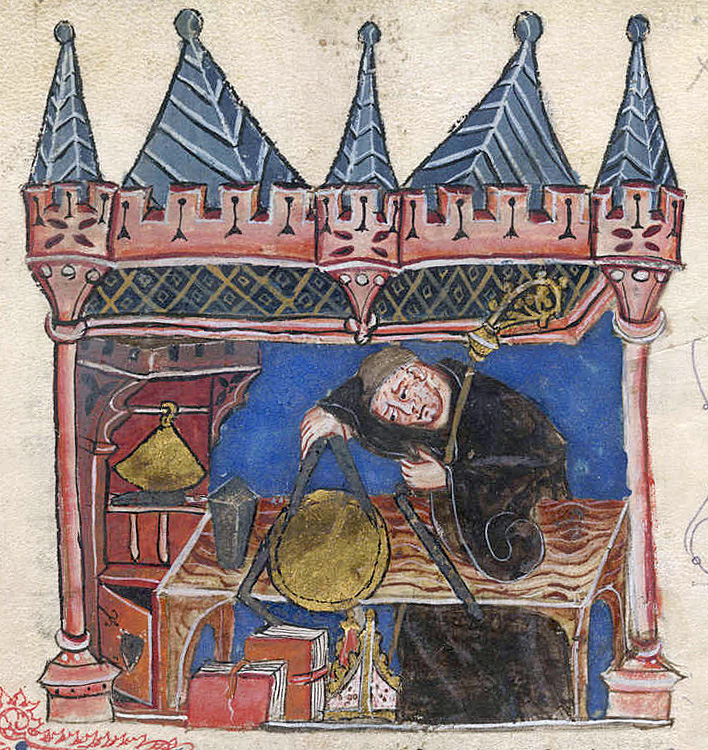
天文時計の発明者である修道士ウォリンフォードのリチャード（1292 - 1336）がコンパスを使う姿

占星術には、翌年の気象を予想しようとする「気象占星術」があり、しばしば「数学者」と呼ばれた実践者たちは、カレンダー、月齢、日食、月食などと共に占星術による天気予想、重要な事件や動向の予知が含まれる暦を作って生計を立てていた。出生時の惑星の位置から新生児に「刷り込まれた」影響を知ろうとする「出生占星術」は、四体液説と結びつき、惑星による人間の気質・健康への影響が認められていた。西洋中世においては、天文学も占星術も astrologia という用語が用いられていた。
13世紀以降は、キリスト教神学者たちの間で、占星術に関して大きく議論が戦わされた。スコラ哲学者の中では、アルベルトゥス・マグヌスやトマス・アクィナスが占星術に好意的な見解を示したが、他方でニコル・オレームは『判断占星術師論駁』のなかで、多面的な批判を繰り広げた。当時、出生占星術を強めた判断占星術に対する評価はさまざまであった。チェッコ・ダスコリなどは、キリストの誕生や最後の審判に関するホロスコープを作成したことを咎められて、1327年に火刑に処されている。

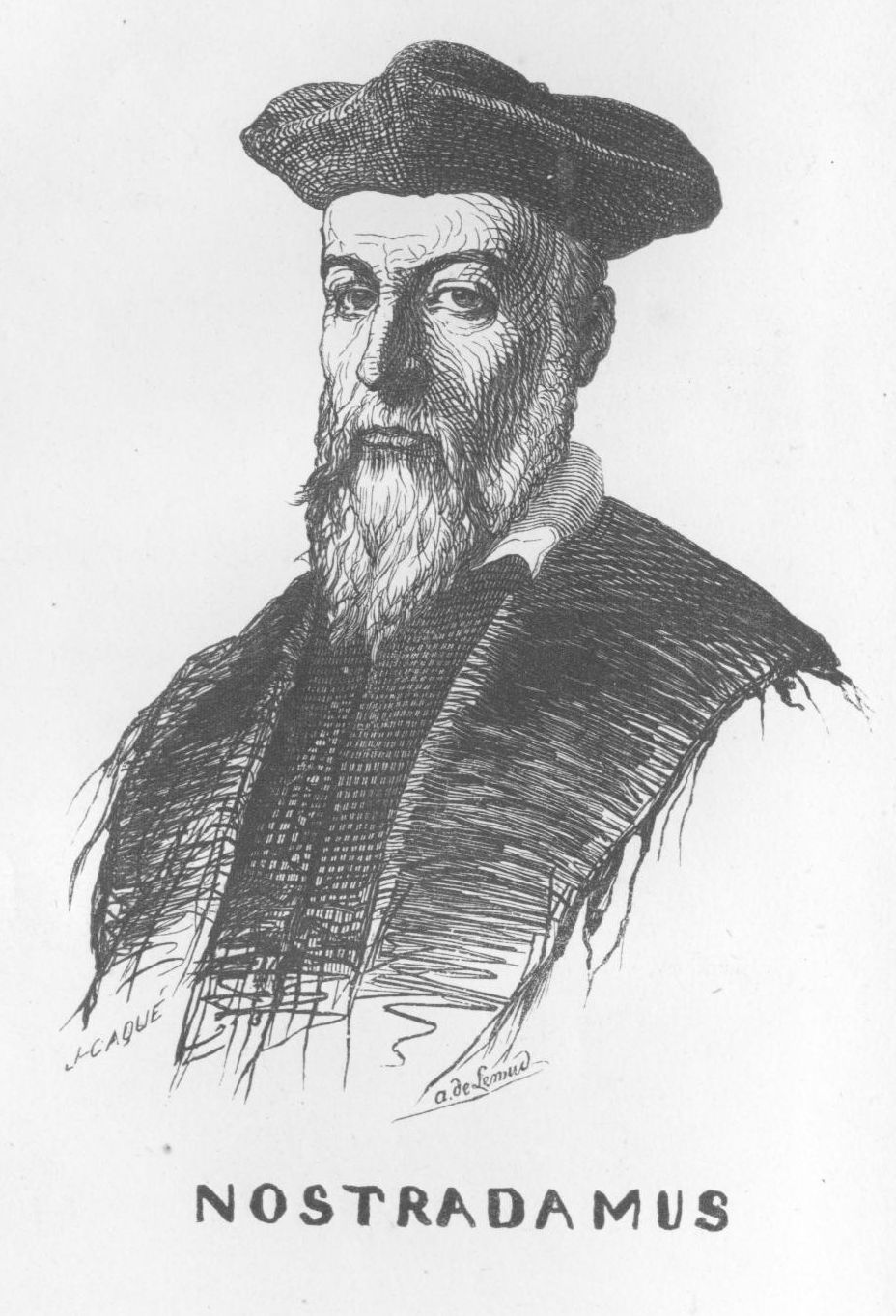
ノストラダムス

他方で、やや時代が後になるオレームの弟子ピエール・ダイイは、晩年判断占星術に強く傾倒し、歴史上の重大事件と天体の合の関連を研究した。彼はそれを未来にも適用し、1789年に反キリストが出現すると予言した（この予言はルネサンス期に持てはやされ、チュレル、ルーサ、ノストラダムスらが直接・間接的に踏襲する）。

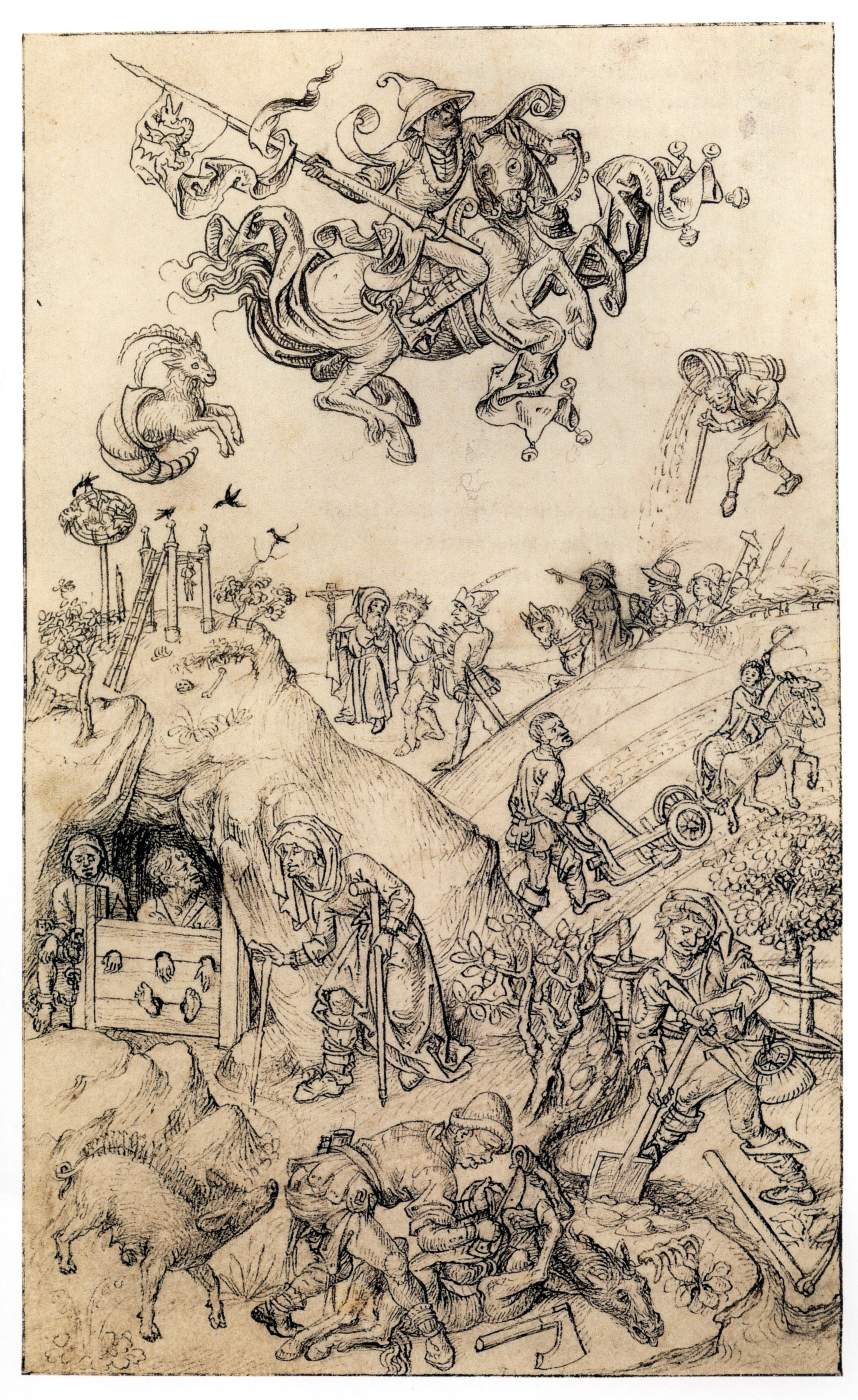
15 - 16世紀に流行した、出生時の星の位置がその人の体液の偏りや気質を決定するという思想「惑星とその子供たち」の「土星とその子供たち」の図（15世紀）

このように、「判断占星術」が毀誉褒貶だったのに対し、「占星医学」はむしろ高級占星術として評価されることが多く、大学などでも受け入れられていた。このため、当時医学研究で主導的地位にあったサレルノ大学、ボローニャ大学、モンペリエ大学などの医学部でも、占星医学は講じられていた。当時の医療は患者それぞれに合わせて調整したオーダーメイド医療であり、医者は患者の気質を知るために患者の出生天宮図を調べ、治療の好機を見極めるなど治療に活用した。
また、1347年から1350年にペストが流行した際には、パリ大学医学部が、その原因は1345年3月20日に宝瓶宮で起こった木星、火星、土星の三重合にあったとする公式声明を出している。伝染病の流行と星位を結びつけるこうした言説は、現在でも「（星の）影響」を語源に持つ「インフルエンザ」などにその痕跡を見出すことができる。ギリシャ・アラビア医学（ユナニ医学）は18世紀までほとんどそのまま続いたが、医学における占星術的判断は17世紀には衰退し始めた。
中世後期には、王侯貴族の中にも占星術を重用する者は少なくなかった。たとえば、フランス王シャルル5世の場合、蔵書の2割（180冊）を占星術書が占めていたとされる。これは当時のほかの王族の蔵書と比べても、突出して高い比率であった。こうして中世には、しばしば重要な政治的・軍事的決定には、占星術師の判断が仰がれることもあったのである。

### ルネサンス
ルネサンス期には、神秘主義的傾向も持つ新プラトン主義が流行したが、その中心人物たちは必ずしも占星術に好意的ではなかった。マルシリオ・フィチーノは占星医学などには理解を示していたが、判断占星術には批判的だった。ピコ・デラ・ミランドラは、人間の自由意志を否定するものとして、『予言占星術論駁』で占星術への強い批判を展開した。神学者たちはおおむね自由意思を侵害するとして判断占星術を批判し、星々は人間に影響を与えても無理強いすることはないと考えられていた。他方で、16世紀のイタリアでは、数学者としても活躍した占星術師ジェロラモ・カルダーノが現れた。彼は『誕生占星術の実例集』では、自身の過去の占星術判断の誤りなども提示している。

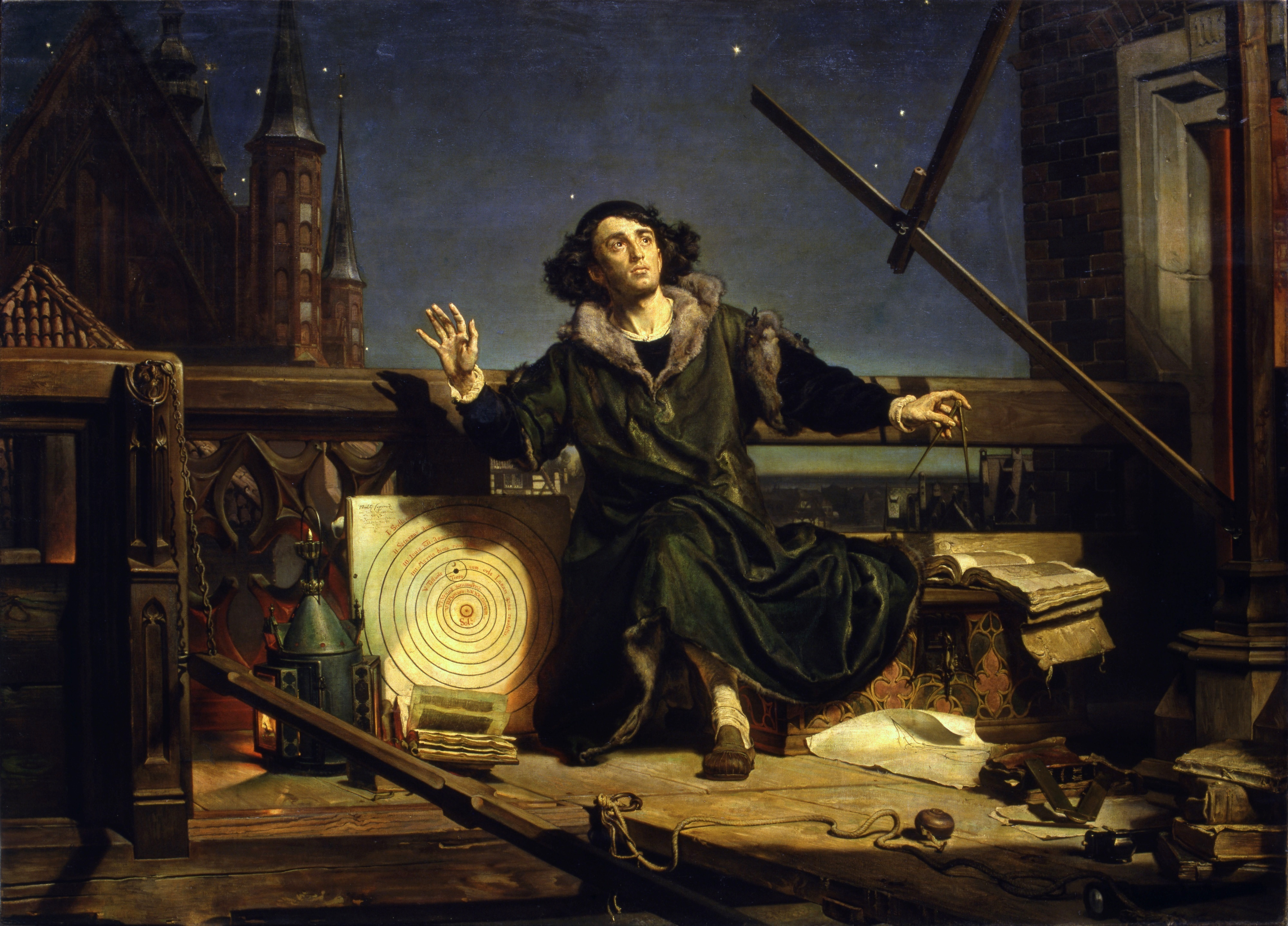
『コペルニクス: 神との対話』ヤン・マテイコ（1872年）

ルネサンス期には、コペルニクスの『天球の回転について』（1543年）が死後発表された。しかし、彼が心配していたような批判は起こらず、本は読まれたが、彼の理論は地球の公転や自転、物体の落下や星の視差などに関する答えられない疑問を抱えており、ほとんどの読者は説得されず、支持者はほぼいなかった。占星術において最大の関心事は地球に対する惑星の位置、惑星の位置を分単位で過去未来にわたって計算することであり、地球中心説（天動説）か太陽中心説（地動説）かということは問題にならず、多くの人はどちらかはっきりさせることが可能とも思っていなかった。惑星の位置を決定するための表は太陽中心説の方が簡単だったため、楽に計算するための仮定としてコペルニクスの理論を使う人もいた。

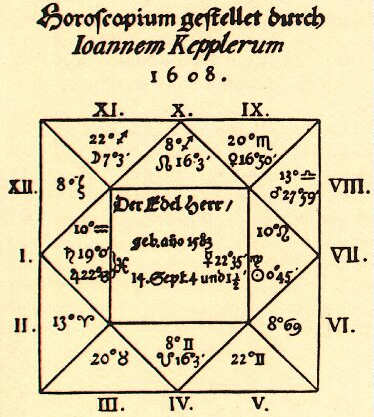
ケプラーがヴァレンシュタインのために作成したホロスコープ。当時のホロスコープはまだ正方形であった。

17世紀に入ると、天文学者でもあったヨハネス・ケプラーが、この問題に取り組んだ。ケプラーは『へびつかい座の新星』では、「賢いけれども貧しい母」（天文学）と「その生活費を稼ぐ愚かな娘」（占星術）の対比によって、占星術があくまでも日々の糧を稼ぐための道具であると述べていたが、『占星術の確実な基礎について』（1602年）、『第三に介入するもの』（1610年）、『世界の調和』（1619年）などでは、新たな占星術理論の構築を試みている。しかし、太陽中心説（地動説）を軸とする刷新はうまくいかず、当時はむしろジャン＝バチスト・モラン（モリヌス、1591 - 1659）の『ガリアの占星術』（1661年）のように、プトレマイオス的宇宙観を墨守することを表明するものもあった。他方で、ケプラーは占星術を数学的に純化しようとしたことをはじめ、さまざまな改革を試みており、アスペクトなどでは重要な貢献を行っている。ケプラー以前のアスペクトは、第1にサインとサインの関係であったが、ケプラーは星と星の間の角度として再定義し、この新たなアスペクト概念は多くの占星術師に受け入れられ、現代に至っている。

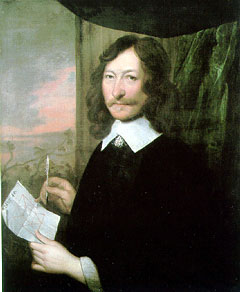
ウィリアム・リリー

16世紀の占星術の「先進国」はフランスであったが、17世紀半ばにはそれはイギリスになった。イギリスでは、一時期占星術が「公認」されていた時期があった。これは占星術の正しさを認めたわけではなく、占星術に対する禁止令をたびたび出していたローマ・カトリックへの「対抗意識」をイギリス国教会が持ったことや、御用占星術師を使った大衆宣撫を視野に入れていた政府の意向などによるものである。17世紀半ばに御用占星術師として名を馳せたのは、ウィリアム・リリーである。彼は議会派の有利になるような予言を多く行った。また、暦の発行も手がけ、暦書『天使的なるマーリン』は、1646年に1万3,500部、その3年後には3万部が発行された。彼は御用占星術師としてのパンフレットを多く執筆した一方で理論書も手がけており、『キリスト教占星術』（Christian Astrology, 1647年）は、その後長らく当時の占星術の技法を網羅した解説書として影響力を持った。

### 天文学の分離
中山茂によると、占星術と天文学の「分離」が明確になったのは、アイザック・ニュートンの登場によって、天文学に力学が導入されてからである。ただしニュートンは、キリストの神性を含まない原始の神学の復興を目指し、神が創造し内在する宇宙の体系の完全な知識の復活を試みて研究を行っており、今日の科学者の方法・姿勢とは明らかに異なっている。彼は、ヘルメス文書の解読を試み、古代の知識の復活を目指しており、万有引力の法則も古代の知識の再発見に過ぎないと考えていた。彼の万有引力の法則のアイデアは、自然魔術の「共感」、アリストテレス主義者の「隠された性質」という、ものを引きつける見えない力という概念への逆戻りのようにとらえられ、批判も浴びた。
ニュートン登場前は、遠い未来に起こる天体現象を正確に予想できることから、天体の運動は地上における現象とは別の原理によって説明される、より神秘的で完全なものであり、地上における現象にもなんらかの影響を及ぼしているという考え方には、一定の根拠があった。ニュートンによって、惑星運動と地上における落下現象が同じ万有引力の法則によって説明されることが示されたことで、これと矛盾する占星術は「自然科学」の体系から離れていった。

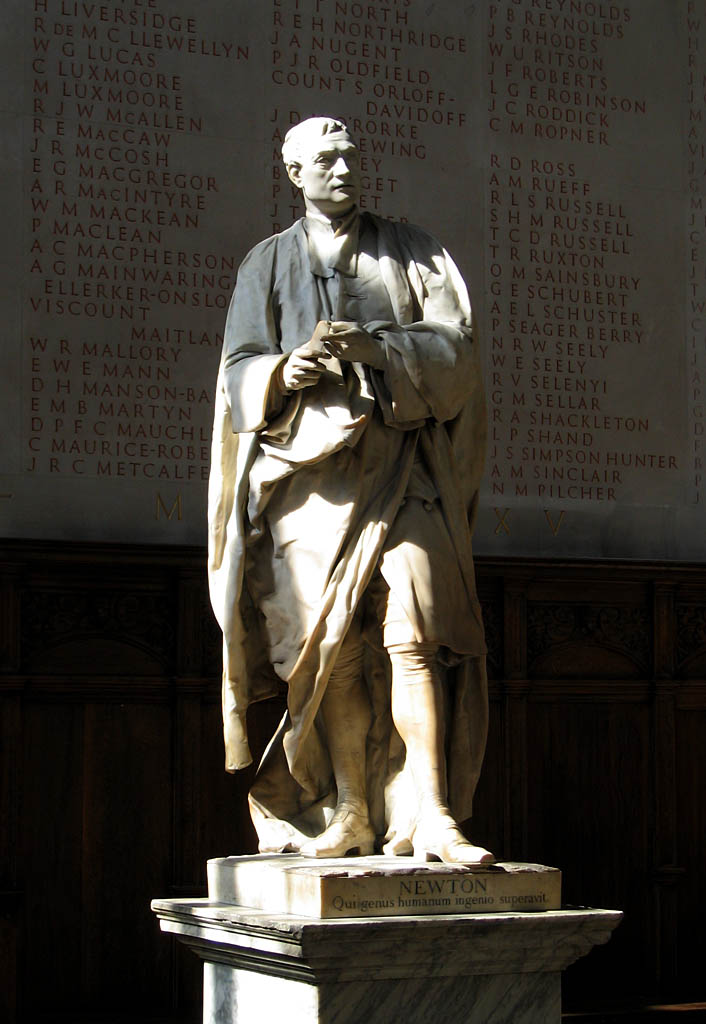
トリニティカレッジのニュートン像

1781年に天王星が発見されたとき、占星術師にはこれを組み込んで「より正確な」占いを行おうとする者たちが現れた。占星術が真に「科学」と呼べるものならば、ここで占いの正確さのためにまだ足りない要素があることに気付くべきであったが、そのような見解はなかった。他方、天文学は天王星の摂動によって、未発見の惑星（海王星）の存在を正しく予見した。科学史家の中山茂は、この海王星の発見が、占星術と天文学の「科学性」を考察する重要なものであったとしている。

### 近代における知的地位の失墜

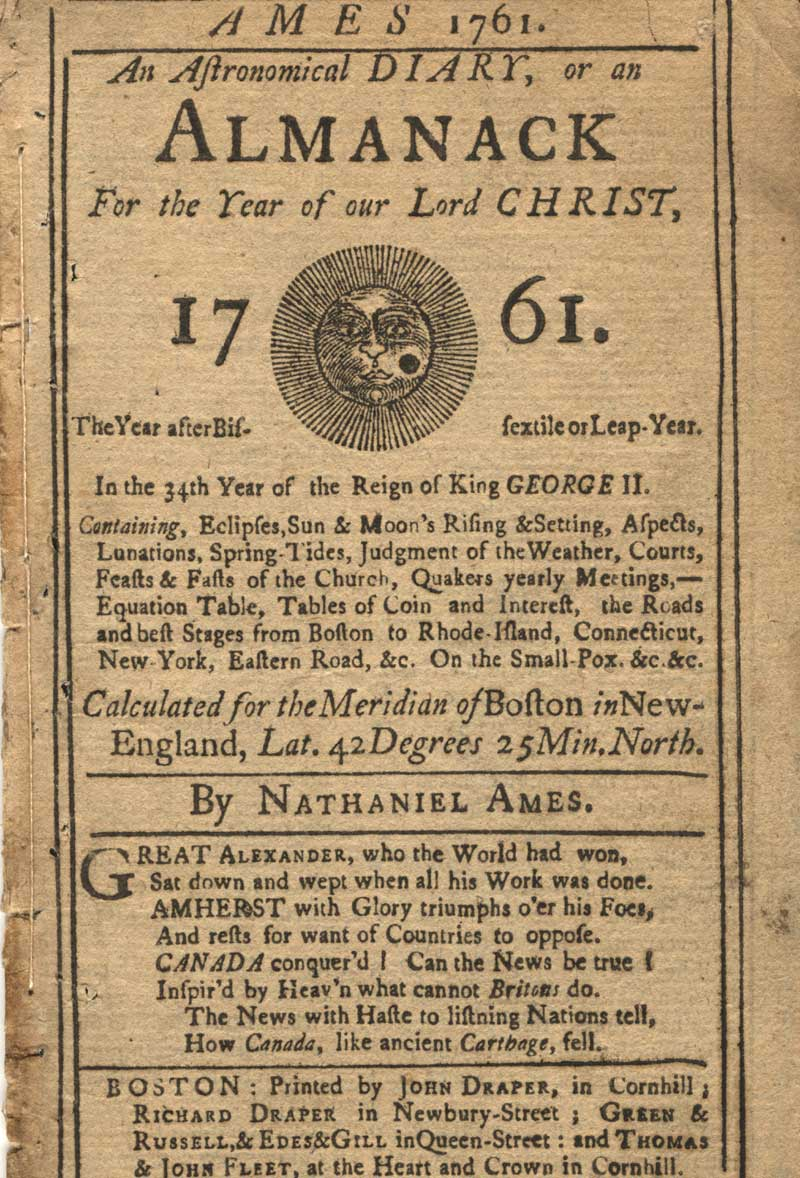
Ames Almanackのカバー（アメリカ、1761年）

17世紀後半、理性の啓発によって人間の進歩や改善を図り、超自然的な偏見を取り除いて、人間の持つ理性の自立を促すことを重視する、啓蒙思想がイギリスで興ると、天文学や自然科学の発展と同じく、占星術に対する「逆風」となった。天文学と分離した占星術は、科学の台頭で時代遅れの物笑いの種になっており、古代からの名声を完全に失っていた。しかし消滅することはなく、占星術による天気予報や予知が含まれる生活暦（アルマナック）は、相変わらず多数の支持が寄せられていた。「学問」としての占星術は否定されたが、一般大衆においては生き延びていった。

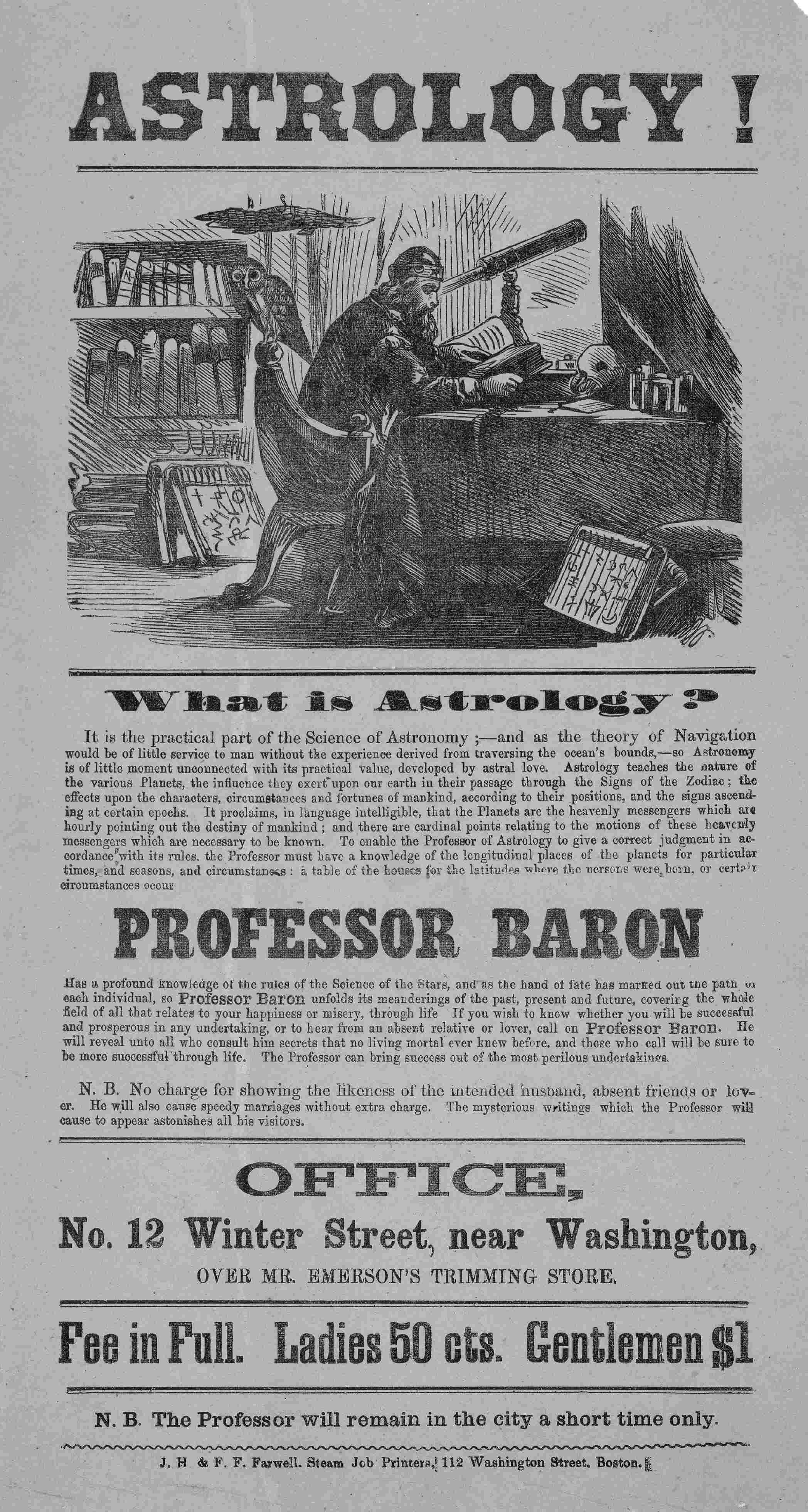
占星術師の広告（アメリカ、1863年）

19世紀後半に、近代オカルティズムが勃興すると、占星術もその潮流に乗ることになった。近代オカルティズムの盛り上がりとともに、秘教的な衣をまとうことで、それまでとは別のものに変化した。なかでも、神秘的直感、幻視、啓示などを通じて、神と結びつく神聖な叡智を獲得することで、高度な認識に達することを標榜する近代神智学（以下「神智学」）の影響が大きかった。神智学は、馬鹿にされたり無視されていたさまざまなオカルトをその体系に取り組み、後期ヴィクトリア朝の教養人たちの注目を集めた
神智学協会の神智学運動は、19世紀末を代表する文化運動のひとつであり、その衝撃は、さらに20世紀初頭のモダニズム誕生から、1960年代のカウンターカルチャー、20世紀末に始まるニューエイジと精神世界（現在のスピリチュアル）を理解していくうえで、「鍵」となる存在である。欧米文化の秘教主義、神秘主義、オカルト主義の趨勢が一群となったこの運動を、秘教的音楽史家ジョスリン・ゴドウィンは「神智学的啓蒙」と表現した。

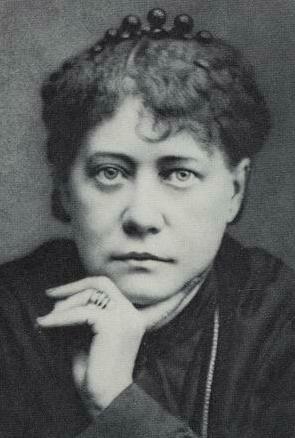
ブラヴァツキー

神智学協会の宇宙論における使命とは、世界の隠された真実の性質を明らかにし、物質主義的な科学観に反旗をひるがえすことであるという。神智学の創始者ヘレナ・P・ブラヴァツキーは、占星術は科学であり天文学のように正しいが、これは占星術と解釈する術師の双方が完全に正しい場合に限ると発言し、占星術と心理学においては、これを乗り越えるために「物質的世界」を離れて「霊的世界」に足を踏み入れなければならないと主張した。

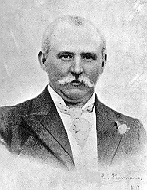
アラン・レオ

19世紀イギリスの神智学協会会員でブラヴァツキーの腹心の一人アラン・レオは、西洋占星術を体系化して、現代まで続く形式に構築したことから「近代占星学の父」と呼ばれる。レオと、神智学協会会員の占星術師W・R・オールドが復興の立役者と評価されている。彼らは、占星術を古臭い陳腐な予言の手段から神智学の関連要素に引き上げ、秘教的関心における有用なツールとして提示し、神智学と占星術を融合させた。レオによって神智学が取り入れられ、「霊的な進化」の概念が占星術に初めて見られるようになった。西洋魔術結社の黄金の夜明け団は、レオの『A Thousand and One Notable Nativities:The Astrologer’s “Who’s Who”（非常に多くの名士の誕生時の天宮図: 占星術名士録）』という占星術本を推奨しており、これは優秀な子どもを生むために最良の占星術的条件について書かれた、オカルト優生学的なガイド本だった。
レオは新プラトン主義の系譜から神智学協会が導入した「霊的な太陽」の信仰を取り入れ、「太陽星座」（サン・サイン）を採用した。また、神智学を基礎にして占星術に心理学的な要素を加えた。これが現在にも影響が続いている「占星術の心理学化」の始まりである。レオは占星術をそれまでの歴史から分断し、伝統的なルールや法則をかなり簡略化したため、占星術を「改悪」したという否定的意見もある。
レオは、初めてのオカルト本の出版社とされる「モダン・アストロロジー・パブリッシング」社を創設し、大衆向けの占星術の書籍を出版し、1890年に雑誌「The Astrologer's Magazine」（1891年に Astrologers' Magazine、1895年に Modern Astrology（『現代占星術』） に改名）を始め、占星術の普及に貢献した。レオは、20世紀初の占星術の広告塔になり、雑誌を利用して自らの占星術を広め、大衆化した。雑誌では、定期購読者に無料でホロスコープを作成しチャート診断するサービスを行って多くの読者を獲得し、十分な収益を上げ、著作もよく売れた。占星術をもうかる商売に仕立てたのも、レオとオールドであると評されている。レオの教本は、近代占星術の初期の研究家ほとんどすべてが学んでおり、後世に大きな影響を与えた。
19世紀末には、一部の占星術師たちは、自分たちの仕事を専門職として確立するため、課題を現代的なものに置きかえ、科学的なものにしようと試みた。1895年にはロンドンで『現代占星術』という表題を掲げた専門誌が刊行され、第一号の論説では「いまや古代の占星術体系を現代化するときが来た」と宣言した。リチャード・モリソンという退役海軍士官は(当時、航海士は恒星の位置に頼って航海していた）自分のことを「ザドキエル」と称し、水晶玉を用いて未来予言を行った。また、W・R・オールドは、客のために株式取引所の株価の動きを予言したり、競馬の結果を教えたりしていた。1902年になるとロンドンに占星術研究協会が設立され、1910年には占星術研究所、さらに毎週主催して講義を行なう占星術会館も誕生した。1915年には、レオと妻のベシイがイギリスの神智学協会に「占星術ロッジ」を設立しており、これがイギリスに現存する主要な占星術団体のもとになっている。鏡リュウジは、占星術にコミュニティがあるとすれば、レオがその源であると述べている。
フランスでは、ジャン＝バチスト・モランの『ガリア占星術』（1661年）以降衰退し、19世紀のオカルティストのエリファス・レヴィに触発されオカルティズム探求の動きが現れ、ロマン派がカバラ主義・黒魔術・デカダン・古代エジプト・異端カタリ派などに興味を寄せたことで復興したが、目立つ動きではなかった。アンリ・セルヴァ（Henri Selva、1861 - ？）がモランを再発見し、1920年には実践者も増加した。
ドイツでは、ルネサンス以降の伝統はエランゲル大学のジュリウス・プファフ（1774 - 1835）とともに途絶えていたが、神智学とフランス魔術の合流で1984年に復興した。84年に神智学協会ドイツ支部が設立されて、仏教やヒンドゥー教にも詳しい神智学徒フランツ・ハルトマンが占星術の研究を行うようになった。ハルトマンの助手フーゴ・フォルラート（Hugo Vollrath）は、神智学やオカルトの出版社を設立し、ドイツではこの時期、占星術の定期大会や旺盛な出版活動がなされた。フォルラートは、神智学協会・占星術界で幾度か面倒なトラブルを起こし、ルドルフ・シュタイナーが神智学協会を離れて人智学協会を作ることにもなり、ドイツの占星術界はこうした騒動の影響で混乱したままナチスの時代に突入した。フォルラートは1933年にナチスに入党し、ナチスが主張する北方人種アーリア人の優位性を理論的に証明し正当化するために占星術を利用し、反ユダヤの流れに加担した。

### 現代の新たな動向
20世紀に入ると、アメリカでオカルティズムとメタフィジカル（超物質）思想によって、経験や感覚から超越した神秘的な技術へ進化させようとする動向が出てきた。その代表的存在が、神智学徒で「アーケイン・スクール（不朽の知恵・秘教占星学）」の創設者のアリス・ベイリーである。ベイリーはジュワル・クールという高次の存在と交信して教えを受けたと主張し、神智学の7つの周期による歴史観と占星術を融合させ、近い将来「魚座」の時代から「水瓶座（アクエリアス）」の新時代（アクエリアン・エイジ）への大規模なパラダイムシフトが起こると語り、ニューエイジ思想の源のひとつとなった。ベイリーの『ヒューマニスティック占星術』と弟子のディーン・ルディアの『サビアン・シンボル』は、こうした秘教化の動向の基本となっている。ルディアはベイリーから学んだ神智学と秘教占星学にユング心理学を導入して「トランスパーソナル占星術」を作り、1936年の代表的著書『パーソナリティーの占星術』では、占星術は深層心理学の術語によって再定義する必要があると述べた。またニーチェの超人思想に心酔していたルディアは、新たな文明の中心となる「シード・グループ（種となる集団）」を作らなければならないと主張した。こうした思想は、ホゼ・アグエイアス等の時代の霊的な転換を唱えたニューエイジのオカルティストに影響を与えている。アラン・レオに始まる神智学の世界観を基礎にした占星術は、ベイリーとルディアの秘教占星術に受け継がれ、「占星術の心理学化」という流れも生んだ。レオの系譜の占星術のオカルト色、神智学色から脱しようとさまざまな団体も生まれ、20世紀前半には西洋占星術は多様化していくことになった。
こうして復活もしくは改革された占星術と、伝統的な占星術との違いは、その意識的な混合主義にあることが指摘されている。
実践者の間でも、占星術の方向性については多様な意見がある。「科学的学問」にしたいと望む占星術師は、オカルト要素の強いレオらの占星術を、占星術を呪術やオカルトにとどめていると批判している。彼らのなかには19世紀科学の言語を取り入れたり、統計学の言い回しを使って、自分たちの分野と魔術の分野の違いを強調し、「精神科学」「占星術の科学的基礎」あるいは「星座と人間行動とが関係していることの科学的証拠」などについて書いた者もいた。彼らは反対に、その考えに賛同しない占星術師たちから、占星術を疑似科学にしていると批判されており、思想の異なる占星術師同士で批判し合っている。
自分たちの思想が、薔薇十字団、フリーメイソンあるいはエジプトの神秘主義とつながっていると主張する占星術師もおり、彼らの多くは、たとえばヒンドゥー教や仏教などの東洋の宗致から知恵を拝借している。
占星術を科学という場合、星についての研究が自然科学であるいう主張と、惑星から放出される不可視の神秘的な力に言及し、マクロコスモスとミクロコスモスの照応の概念をシンクロニシティ（ユング）の結果とし、さまざまな偶然の一致を研究するようなオカルト科学的な主張がある。
西洋占星術は疑似科学とも見なされるようになり、1940年にはアメリカ社会心理学会が、未来予知のツールとしての占星術の有効性を否定する公式声明を発表した。また、1975年には前アメリカ天文学会会長バート・ボックらが文責を負い、ノーベル賞受賞学者18名を含む計186人の科学者らが連署した占星術批判の声明が出されている（『ヒューマニスト』誌1975年9月号）。ただし、これには、占星術に懐疑的な論者からも、権威主義との批判が寄せられた。
科学者らの声明の一方で、国際的に知られたジーン・ディクソンや、ロナルド・レーガン大統領（当時）の夫人ナンシーに重用され、大統領の日程へも関与したジョーン・キグリーのように、社会的に影響力を持った占星術師は存在した。
1970年代に入ると、ヒューマンポテンシャル運動や人間性心理学、神智学や心霊主義といった超物理（メタフィジカル）が混ざり合ってニューエイジ運動が生まれ、その影響を受けて、占星術やタロットといったオカルトの実践は、「自己成長」や「自己探求」、「自己変容」のツールとも見なされるようになり（心理占星術）、出来事を予知したり運勢を判断する占星術の側面は薄まってきている。現代の占星術師には、顧客に将来起きる出来事を予言して行動のアドバイスをするタイプと、顧客の自己探求を導く疑似セラピストタイプがあり、占星術師たちは皆この2つのタイプの間に存在している。
こうした状況を踏まえて、1990年代あたりから、占星術がかつて持っていたとされる機能を復活させようという動きが出てきた。イギリスのオリビア・バークレイは、1996年9月にエクセターで開かれたアストロロジカル・アソシエーションの「カーター・メモリアル・レクチャー」において「伝統的占星術の必要性」と題した講演を行い、伝統的占星術への回帰を宣言している。
伝統的占星術への回帰はホラリー占星術への再評価へとつながり、ホラリーの技法が多数記されている中世や古代の占星術文献の掘り起こしへと至った。中世文献の掘り起こしプロジェクトの代表的なものに、Project Hindsight がある。Project Hindsightでは非英語で記述された占星術の古典が、おもにボランティアの手で英語に翻訳された。古典的な占星術を復活させたものは、古典派や伝統派と呼ばれているが、2007年の時点ですでに古典的な技法の上に独自の解釈を組み込もうとする方向性も見えており、古典派とひとくくりにできない状況となっている。
予測不可能で複雑な現代産業社会において、占星術は、生の意味を見失った一般市民に出来事が制御可能であると感じさせ、予測可能で意味のある体系、大きな物語の中に己が存在するという感覚を与え、生活に宇宙的な意義を感じさせるという側面がある。特にアメリカでは、新聞、雑誌の占星術コーナーをはじめ、メディアで多く取り上げられ、「学術理論」としての有効性を失った代わりに、人気のあるサブカルチャーのひとつとなっている。世論調査では、占星術の人気は衰えるどころか増しているが、一般には、個人のパーソナリティに関する十二星座と、占い目的での占星術の使用という、西洋占星術のごくわずかな面だけが知られている。ホロスコープを作るのにコンピューターが利用され、これが人気に拍車をかけている。コンピュータを使ってホロスコープを作成する理由は、時間節約だけではなく、自分の予言にハイテクの威光を与えるためでもあると指摘されている。

## 科学的研究
フランスの国立科学統計センターの統計学者・心理学者のミシェル・ゴークランと妻のフランソワーズ・ゴークランは、出生時の惑星の配置と性格を分類する統計研究を行い、『人間の行動に対する宇宙の影響』（1973年）を発表した。彼の研究は太陽宮占星術の裏付けにはあまりなっていないが、親の誕生図の星位が子供の図でも予想以上に繰り返されるなどの見解を示した。
これがほとんど唯一の実証主義的なアプローチによる研究報告であるが、明治大学コミュニケーション研究所は、「その報告においてさえ、職業選択における他の社会的要因と比べて惑星による影響は（有意水準ではあったものの）あまりにも小さすぎ実際に使用するには再現性に乏しい」ことが指摘されており、過去の逸話の累積にゴークラン夫妻の研究を加味したとしても、再現性を保証することはできず、データの再現性は低いと述べている。
このほか、心理学者ハンス・アイゼンクや天文学者ピエール・クーデールらは、様々な観点からの統計学的調査に基づき、西洋占星術の妥当性に疑問を投げかけている（参考文献欄掲出の各文献を参照のこと）。

## 懐疑論・批判
西洋社会では、古来占星術に対してさまざまな批判が寄せられてきた。古典的なものは、アウグスティヌスが『告白』で展開したものである。ほぼ同じ場所で同じ時刻に生まれた人は同じホロスコープを持つが、身分が異なることで裕福な家督を継いだ者と召使になった者がいたことなどを取り上げたのである。アウグスティヌスの批判は、中世にダンテが援用したほか、現代でも占星術批判で引用されることがある。逆に占星術師の中には、同じ時間に生まれた者（いわゆる「アストロ・ツイン」「宇宙双子」）がよく似た人生を歩むと主張する者もいるが、その根拠の不透明さも指摘されている。
1990年代に入ると、占星術のコーナーを持つアメリカの新聞には、科学的根拠のないゲームに過ぎないと断り書きを入れるものも現れた。
占星術コミュニティは、「たとえ疑似科学、オカルト的言説であっても社会的な需要に応えている」と主張している。
部分的にでも当たったように感じられるのは、バーナム効果、確証バイアス、予言の自己成就などの心理効果や、コールドリーディングやホットリーディングのテクニックが使われているという批判があり、占星術師側も部分的にだが、こうしたごまかしがあることを認めている。
高額なお布施などには、個人のレベルで注意する必要がある。

## 理論

### 十二宮
十二宮は黄道を12に分割して得られた区画である。占星術師たちは、それぞれの宮と、それが持つ意味について注記している。一般的な西洋占星術では、天の赤道と黄道の東側の交点である春分点から、十二宮の起点である白羊宮を始めるトロピカル方式を採用している。ゆっくりとした地軸の味噌擂り運動である、歳差運動によって、それぞれの宮（サイン）の天の配置はすでにギリシア時代にサインの指標とされた星座に一致しなくなっている。西洋占星術師の中にも、サイデリアル方式を採用することで占星術創成期のサインと指標の星座との一致を試みる動きもある。

### サイン
近代の西洋占星術では、十二宮のサインは、12の基本的な個性を表すものと信じられている。12のサインは、火、水、空気、土の古典的な四大元素に分類されている。同時に、活動宮、不動宮、柔軟宮という三分類もされている。
- 活動宮は四季の各季節の最初に太陽が位置するサインであり、大きく季節が変化するため活動宮の名称を持つ。
- 不動宮は季節の中間で太陽が位置するサインであり、季節が安定したものになることに対応している。
- 柔軟宮は季節の終わりに太陽が位置するサインであり、季節が変わり始めることに対応している。

このようにサインと季節には対応関係があり、たとえば春の最初のサインである白羊宮は、春分から穀雨直前まで太陽が位置するサインである。「暑さ寒さも彼岸まで」というように、通常は白羊宮に太陽が位置する期間から気温が上昇したということが実感できる。そのため白羊宮は、火つまり熱く乾燥したサインであり活動宮としてとらえられており、またその性質が牡羊の持つ突進力になぞらえられている。続く金牛宮は地のサインの不動宮であり、気温の上昇が緩やかになってきていることに対応している。そして春のサインの最後である双児宮が変動宮であり、夏への転換点となっている。
サイデリアル方式を採用する場合、季節とサインの対応が壊れてしまう。
12宮の性質はおおよそ以下のようなものとされる。あくまでも一例であり、かつ、統計学をはじめとする各種学術研究に裏打ちされたものではない。2区分・3区分・4区分も参照のこと。
生年月日と出生時刻でホロスコープを作成すると月、水星、金星、太陽、火星、木星、土星、天王星、海王星、冥王星のすべての天体のほか、ハウスなどが以下のサインに対応している（月のサインが双魚宮で、水星のサインが人馬宮、第1ハウスが天秤宮など）。
- - 白羊宮（Aries、アリエス）
  - 火の宮（ホット、ドライ）、活動宮、男性格
  - キーワードは「我あり」。性質は個人主義的、知的、情熱的、先駆者的、激情的、直情的など。場合によっては我儘や尊大や粗野、プライドの強さに結びつく。おもに「自分」や「自己意志」を司るサイン。
- - 金牛宮（Taurus、タウルス）
  - 地の宮（クール、ドライ）、不動宮、女性格
  - キーワードは「我は持つ」。性質は、機知に富むこと、周到さ、我慢強さ、頑強さ、芸術的など。場合によっては緩慢さ、頑固さ、欲深さ、主観的などに結びつく。おもに「所有物」や「貯蓄」を司るサイン。
- - 双児宮（Gemini、ゲミニ）
  - 空気（風）の宮（ホット、モイスト）、柔軟宮、男性格
  - キーワードは「我思う」。性質は論理的、活動的、二重性、好奇心の強さ、移ろいやすさ、社交的など。場合によっては二面性、落ち着きのなさ、言語に厳密などに結びつく。おもに「知識」や「能力の拡大」を司るサイン。
- - 巨蟹宮（Cancer、カンケル）
  - 水の宮（クール、モイスト）、活動宮、女性格
  - キーワードは「我は感じる」。性質は、保護的、敏感さ、粘り強さ、愛情深さなど。場合によっては、カニ的な（crabby ; 意地悪な、不機嫌な）性質や厭世観に結びつく。おもに「家庭」や「ローカル」を司るサイン。
- - 獅子宮（Leo、レオ）
  - 火の宮（ホット、ドライ）、不動宮、男性格
  - キーワードは「我は決意する」。性質は、気前のよさ、誇り高さ、快活さ、力強さ、独創的、高貴さなど。場合によっては 傲岸さ、横柄さ、利己主義などに結びつく。おもに「遊び」や「自慰」を司るサイン。
- - 処女宮（Virgo、ウィルゴ）
  - 地の宮（クール、ドライ）、変動宮、女性格
  - キーワードは「我は分析する」。性質は、実践的、批評的、謙虚さ、精神的な活動、有能さ、柔軟性など。場合によっては、衒学的、批判過剰、気難しさなどに結びつく。おもに「整理整頓」や「実務に有能」を司るサイン。
- - 天秤宮（Libra、リブラ）
  - 空気（風）の宮（ホット、モイスト）、活動宮、男性格
  - キーワードは「我は均衡させる」。性質は、交渉上手、公正さ、開明的、魅力的、必要に応じたパートナー関係など。場合によっては優柔不断さ、屁理屈屋に結びつく。おもに「相対関係の均衡」や「バランス」を司るサイン。
- - 天蠍宮（Scorpio、スコルピオ）
  - 水の宮（クール、モイスト）、不動宮、女性格
  - キーワードは「我は欲する」。性質は、知覚の鋭さ、秘密主義、複雑さ、分析的、魅惑的、野心的など。場合によっては、嫉妬深さ、狡猾さ、残酷さなどに結びつく。おもに「応用性」や「死」を司るサイン。
- - 人馬宮（Sagittarius、サギッタリウス）
  - 火の宮（ホット、ドライ）、柔軟宮、男性格
  - キーワードは「我は感知する」。性質は、率直さ、外向的、発展的、楽観的、哲学的、知的など。場合によっては、無頓着さ、大失態、デリカシーのなさ、心変わりの激しさなどに結びつく。おもに「万能性」や「哲学」を司るサイン。
- - 磨羯宮（Capricorn、カプリコルン）
  - 地の宮（クール、ドライ）、活動宮、女性格
  - キーワードは「我は使う」。性質は、思慮深さ、用心深さ、我慢強さ、几帳面さ、控え目など。場合によっては、憂鬱さ、悲観的、融通の利かなさなどに結びつく。おもに「社会」や「現実面」を司るサイン。
- - 宝瓶宮（Aquarius、アクワリウス）
  - 空気（風）の宮（ホット、モイスト）、不動宮、男性格
  - キーワードは「我は知る」。性質は、客観的、因習にとらわれないこと、人道主義的、賢明さなど。場合によっては、独善的、冷淡さ、気変わり、エリート主義的などに結びつく。おもに「友人」や「更新」を司るサイン。
- - 双魚宮（Pisces、ピスケス）
  - 水の宮（クール、モイスト）、変動宮、女性格
  - キーワードは「我は信ずる」。性質は、創造力の豊かさ、多面性、情け深さ、理想主義的、スピリチュアルなど。場合によっては、現実逃避、腹黒さ、注意散漫、主体性のなさなどに結びつく。おもに「幻惑」や「潜在意識」を司るサイン。

個人にとってあるサインの重要度は、そのサインの中での惑星の位置とアセンダントに依存する。もしも任意のサインの中に何の星もなかったなら、そのサインはパーソナリティの中での役割は弱くなる。他方、たとえばある星が太陽や月とともに巨蟹宮にあったなら、そのサインの特質は組み合わせの中で強く表れることになる。

#### サン・サイン占星術
新聞や雑誌などには、しばしば星座占いのコーナーがある。それらのコーナーでは、生まれたときに太陽があった黄道十二宮に対応させて、その日に起こるかもしれない出来事の案内を提供していると主張している。しかし、これらの占いは非常に曖昧で一般的なものであるため、占星術師たちの中にもほとんど価値がないと見なしている者もいる。そうであってもKim Farnellによるとサン・サイン占星術の起源はホロスコープ占星術を同じくらい古いとされる。サン・サイン占星術の曖昧さに対して、プロの占星術師たちはより完璧な、個人に特化したホロスコープを使えば的中精度が上がると主張するが、懐疑派は事実でないと批判している。
20世紀末には、へびつかい座を加えた13星座占いとすべきだというものも現れた。詳しくは、13星座占いを参照のこと。

#### ムーン・サイン占星術
月は人間の感情や情緒的気分などの心理的傾向を示すといわれている。

#### 木星サイン占星術
木星の位置でその年の運勢と傾向を占い、約12年周期で運勢のバイオリズムを読み解く。

#### サイデリアル方式の西洋占星術
西洋占星術では、白羊宮の始点に関して2通りの見解がある。サイデリアル方式では、始点を固定的なものであると考えるが、西洋占星術の主流であるトロピカル方式では春分点を白羊宮の始点とする。
春分点は歳差運動にともなって移動するため、西洋占星術の主流では、黄道十二宮（サイン）と黄道十二星座の結びつきが損なわれている。一方、サイデリアル方式では始点が固定的なため、その結びつきは保持されている。しかし黄道十二宮と季節の対応は損なわれているため、どちらの方式を採用するかは術者の判断による。なお地球の歳差運動は、「宝瓶宮の時代」の概念的基盤を与えている（詳しくは春分点#春分点と星座を参照のこと）。

### 惑星
近代の西洋占星術では、「惑星」は人間の精神の中の基底的な原動力ないし衝動を表す。これらの「惑星」は天文学の定義と異なり、太陽、月、そして2006年に惑星から降格された冥王星なども包含する概念である。それぞれの惑星は、サインと惑星の類似性ないし共感性を基盤として、十二宮のうちの1つないし2つのサインの守護星であるとされる。逆に言えば、占星術において惑星とはサインの守護星としての性質を持つものであり、ほかは天体ないし星ではあっても惑星ではない（とはいえ、サインの守護星とは何であるかと問うならば、惑星に対するこの定義は循環論法の可能性がある）。近代以降に発見された3つの惑星も、占星術師たちによって支配するサインを割り当てられている。
現代主流の占星術で惑星とされている、トランス・サタニアンの天王星・海王星・冥王星は、望遠鏡による観測によって確認されたものであり、18 - 20世紀に発見された天体である。そのため近年のリリーの再評価から始まりラテン語やさらにはイスラム圏の文献を英語に翻訳し、過去の技法を蘇らせようとする、ある意味伝統的占星術では使用しない。ただ天王星や海王星を受け入れた現代的な占星術師においても、冥王星については、2006年に準惑星となった際に、チャートから外す占い師もみられた。
もっとも欧米では、冥王星はおろかさらに小さな小惑星までも使用することが多く、その中でも代表的なものは、ケレス、パラス、ジュノー、ベスタ、キロンである。また、今後エリスが占星術に取り入れられる可能性がある。冥王星から惑星の地位を奪い、人類に対して少なからざる影響力を持ったからである。すでにエリスを表示できるホロスコープ作成ソフトウェアも存在する。
各惑星は、どのサインに入っているか等の条件から品位（ディグニティ）とよばれるパラメータが割り振られる。あるホロスコープにおいて相対的に品位が高い惑星は凶星（マレフィック）であってもいい作用があり、品位が低いと吉星（ベネフィック）であっても悪い作用を持つとされる。古典的な7惑星についての品位の計算方法は厳密で細かく規定されているが、新しい惑星では品位の計算方法が確立していない。伝統的占星術では、近代になって発見された惑星を使用しないことの理由づけのひとつに、品位が計算方法が不完全であることを挙げている。他方、新しい惑星を組み込んだ近代占星術において、品位は忘れられかけた技法のひとつとなった。
占星術で使われる11の惑星は以下の通りである。

#### 古典的な惑星
これらの7つの「惑星」（ここでは、太陽と月も「惑星」に含む）は古代には知られていたものであり、各個人の7つの基礎的原動力を表していると信じられている。このため占星術師たちは、これらの星を「パーソナル・プラネット」と呼ぶ。
- - 太陽 : 獅子宮の守護星。意味するものは、個人的な力、活力と成功、指導力、権威、父性、創造性など。
- - 月: 巨蟹宮の守護星。意味するものは、内的な感覚、雰囲気、習慣、無意識、母性、一般的な生活の家と家族など。
- - 水星 : 双児宮と処女宮の守護星。意味するものは、心性、共同体、基礎教育、文筆業、隣人など。
- - 金星 : 金牛宮と天秤宮の守護星。意味するものは、あらゆる種類の関係やパートナーシップ、ロマンティックな愛、美への欲求、調和、芸術、社会的生活など。
- - 地球 : 金牛宮の守護星。意味するものは、あらゆる種類の関係やパートナーシップ、個人的な力、活力と成功、指導力、権威、父性、創造性、責任感、権威と ヒエラルキー、難事への対処能力、自分と他人を律すること、信頼性など。
- - 火星 : 白羊宮と天蠍宮の守護星。意味するものは、行動への衝動、個人的な活力、攻撃性、情熱、スポーツなど。
- - 木星 : 人馬宮と双魚宮の守護星。意味するものは、個人的な成長、大志、自由への欲求、正義感と道徳性、宗教、哲学、高等教育など。
- - 土星 : 磨羯宮と宝瓶宮の守護星。意味するものは、個人的な制約、責任感、権威とヒエラルキー、難事への対処能力、自分と他人を律すること、信頼性など。

#### 近代的な惑星
これらの惑星は近代になって発見され、それ以降、西洋占星術でも重要な意味を持つ星として取り入れられた。これらの惑星を使用する場合、それぞれ対応する宮の守護星であった古典的な惑星を副守護星として扱う。
- - 天王星 : 宝瓶宮の守護星。意味するものは、反乱や型破り、旧体制の破壊、革新と創意、理想主義と発展的な思考など。
- - 海王星 : 双魚宮の守護星。意味するものは、神秘主義、卓越性、共感、慈善、心霊的、社会からの後退、芸術的閃きなど。
- - 冥王星 : 天蠍宮と白羊宮の守護星。意味するものは、生活の局面の始点と終点、死、秘密の暴露、ビッグビジネスなど。
- - ケレス : 処女宮または金牛宮の守護星。意味するものは、農業、母性、献身、愛情、創作意欲、滋養、健康など。
- - キロン ： 魂の傷を癒す者。

エリス (準惑星)：射手座の守護星。意味するものは、運命、全能、退化、不和、信仰、絶対者（神）など。

#### ノード
占星術では月の交点（ルナー・ノード、ノード）も重要である。ノードとは、黄道と白道の交差点する点であり、蝕が発生する点である。北のノードは、月が南から北へと横切る点で、昇交点（Caput Draconis, ドラゴン・ヘッド）と呼ばれる。南のノードは月が北から南へと横切る点で、降交点（Cauda Draconis, ドラゴン・テイル）と呼ばれる。龍が出てくるこれらの名称は、バビロニア占星術で龍に変じたティアマトの姿に由来しており、インド占星術に導入された後、中世イスラム世界を経由して、西洋占星術にも取り入れられた。
西洋占星術ではそれぞれの惑星ほどには、重要な要因とは考えられていないが、考慮に値する繊細なエリアと見なされている。
- - 昇交点 : 昇交点は木星とあまり変わらない有益な効果をもたらす傾向があり、そこからいくらかのアドバンテージを引き出せる可能性もあるとされている。
- - 降交点 : 降交点は土星とあまり変わらないような悪影響をもたらす傾向があり、個人からエネルギーを流出させる可能性があるとされる。

### ホロスコープ
西洋占星術は、おもにホロスコープの作成に基礎を置いている。ホロスコープは、ある特定時点の天の「チャート」を表した図である。選ばれる「時」は、ホロスコープの主題となる存在の始点（人物であれば生まれたとき）である。これは、主題となる存在は、その生涯を通じて、始点における天のパターンを引きずると考えられているからである。
理論上、ホロスコープは企業の創設から国家の樹立に至るまで分析の対象としうるが、もっとも一般的なのは、個人の誕生時を基礎とする出生図（natal chart）である。

テーマ・ムンディ（天地創造第4日目の星位）

#### 解釈
西洋占星術でのホロスコープの解釈は、以下のものに支配される。
- 十二宮における各「惑星」の位置。
- ホロスコープのハウスにおける各「惑星」の位置と状態（品位）、ハウスが空の場合はハウスの境界であるハウス・カスプのあるサインの守護星を使用する。
- ホロスコープの基礎的なアングル（アセンダントとデセンダントを結ぶ軸と、天頂と天底を結ぶ軸）の位置。
- 天体や基礎的なアングルが形成する角度、いわゆるアスペクト。
- 昇交点、降交点のような想定上の存在。

占星術師の中には、Arabian partsのようなさまざまな数学的なポイントの位置を用いる者もいる。

#### 基礎的なアングル
ホロスコープには、基礎的なアングルが存在する。以下に挙げるもの以外にも、占星術師の中によっては、ハウスのカスプがしばしば重要なアングルとして含められることもある。
- Aˢᶜ - アセンダント（英語版）（上昇点、ASC）
これは黄道と地平線が交差する東の点である。地球が回転するために、一日を通してその地点にあるサインが一回りするのである。ここから「上昇サイン」という概念が生まれる。それは、ホロスコープもしくは出生図で算定された正確な時間において、東の空に上ったサインを指している。ホロスコープの作成にあたっては、アセンダントは慣例的に図面の左側に書かれる。ほとんどのハウス・システムでは、アセンダントは第1室のカスプに結びつけられている。
アセンダントは、圧倒的多数の占星術師から、もっとも重要で個別化されたアングルと見なされている。それは、東の空に昇る太陽の姿が夜明けを表すのと同じように、個人の覚醒している意識を意味している[72]。アセンダントは特定の時間と場所に固有なものなので、その個人の生い立ちにおける個人的な境遇や状態、あるいは幼年期の環境などを意味する。この理由で、アセンダントは、その個人がどのようにして公的・非個人的な場などの世界へ現れてくるのかにも関わってくる[73]。
アセンダントと正反対の西にある点がデセンダント（下降点）である。これは個人が他者との関係の中でどのような反応を示すのかを表している。それは同時に我々がひきつけられる種類の人間や、我々のロマンティックな愛着を形成する能力をも示してくれる。ほとんどのハウス・システムでは、デセンダントは第7室のカスプに結びつけられている。
- Mᶜ - 中天（フランス語版）（medium coeli、MC）
これは「天頂」（zenith）とも言われる、地平線上からもっとも遠い黄道の地点である。占星術師たちにとっては、中天は伝統的に個人の経歴、地位、生涯の目標、大志、世評、人生の到達点を示すとされる。四分円のハウス・システムでは、中天は第10室のカスプに結びつけられている。
中天の反対に位置する点は、天底（imum coeli、IC）である。占星術師たちにとって、天底は伝統的に生まれたときと死ぬときの状況や、両親、生家、家庭生活などを示すとされる。四分円のハウス・システムでは、天底は第4室のカスプに結びつけられている。

#### ハウス
ホロスコープは占星術師たちによって12に分割され、ハウスと呼ばれる。黄道をハウスに分割する方法は多様である。日本では室、舎、位などと訳される。ホロスコープにおけるハウスは、人生や活動の12の異なる範囲として解釈されている。ホロスコープにおけるハウス分割法にはさまざまな方法があり、古来アル＝カビーシー、カンパヌス、レギオモンタヌス、プラキドゥス・デ・ティティ（プラシーダス）らがさまざまな分割法を試みてきたが、確定的なものはない。しかし、その意味するところはおおむね以下のように解釈されている。
第1室：個人の外観や身体特質。自我。物事の始まり。
第2室：金銭と財産、価値と優先事項。物事の成長。
第3室：コミュニケーション、兄弟姉妹、隣人関係、ローカルな旅行や輸送、教育、日常的な問題。
第4室：家庭と家族、父親。不動産とその性質。相続、保持。人生の始まりと終わり。死後の名声。
第5室：悦楽と余暇、休日、遊戯と賭博。子供たち。創造性。深い関係とまではいえない恋愛沙汰。
第6室：召使、メイド。労働、職務と雑役。被雇用者とその業務。健康。小型の家畜。
第7室：対人関係。配偶者、結婚、ビジネス・パートナー。合意や協定。敵対者と戦争。
第8室：誕生と死、始まりと終わり。性的な関係やあらゆる種類の深くコミットした関係。税金、遺産、企業金融。オカルトや心霊的な事柄。
第9室：航海をともなう遠距離の旅行、移住。外国旅行、外国とその文化。宗教、法制、高等教育。見聞を広めるために求めるすべてのもの。自由。
第10室：意思と野望、人生の方向。社会における地位や経歴。有名人のハウス。4室からみた7室であり、父親の配偶者、つまり母親を意味する。
第11室：友人・知人などの限られた関係。グループ、クラブ、結社、それらの中でも特に慈善的なもの。
第12室：神秘主義、オカルト、心霊的なもの。病院や監獄のような隔離された場所。後退、反射、自己犠牲。大型の家畜。
多くの近代的な占星術師たちは、ハウスは対応するサインと共感すると考えている。つまり、第1室は第1のサイン（白羊宮）と自然な親和性を持つなどであるが、古典的な占星術ではそうでもない。たとえば第1室に対応する惑星は水星であって、白羊宮の守護星の火星とは異なっている。

#### アスペクト
アスペクトとは、ホロスコープにおいてそれぞれの惑星やアセンダント、デセンダント、中天、天底などが形作る角度のことである。アスペクトは、地球から見た2点間の黄道上の離角を黄経上の度数で測定したものである。それらは、ホロスコープを読むうえでの焦点となる。角度がより正確であればあるほど、アスペクトは影響力が強くなるが、オーブ（orb）と呼ばれる数度の許容範囲が解釈においては認められている。以下のアスペクトは、重要度の順に並べたものである。
- - コンジャンクション（合）0°（orb +-8°）。コンジャンクションはチャートの中でも重要なアスペクトで、お互いに惑星の影響を強め合う。土星と木星の合は、特にグレートコンジャンクションと呼ばれ、大きな変事を示すとされる。歴史上有名な合については、合 (天文)#歴史上の合を参照のこと。
- - オポジション（衝）180°（orb +-8°）。オポジションは、関係ある2要素が正反対に位置するアスペクトで、緊張、衝突、対立などを示している。ただし、このアスペクトの2つの部分が相互補完的になるなら、いい方向に作用する。
- - トライン（三分）120°（orb +-8°）。トラインはお互いが強めあっている2要素で、調和的な関係を表している。トラインは芸術的・創造的才能の源であるが、他方で気弱な性質にも結びつく。
- - スクエア（矩）90°（orb +-8°）。スクエアはフラストレーション、抑圧、内心の葛藤などを表している。ただし、限界を超えようとしている人の活力の源になりうるアスペクトでもある。
- - セクスタイル（六分）60°（orb +-6°）。セクスタイルはトラインに似ているが、重要性では劣る。関係ある2要素の間での親和性や調和性とともに、コミュニケーションの容易さを表している。
- - クウィンカンクス 150°（orb +-3°）。クウィンカンクスは相性の合わない要素が無理に近づけられているために、困難さやストレスを表す。同時に、その人の人生における自己への無頓着さなども表している。
- - セミセクスタイル 30°（orb +-2°）。影響はわずかなものである。積極的であろうとする意識的な努力が生まれなければならない人生のエリアを表している。
- - セミスクエア（半矩） 45°（orb +-2°）。幾分の困難な状況を表している。効力の点でセミセクスタイルに似ている。
- - セスキコードレイト 135°（orb +-2°）。幾分かのストレスのある状況を表している。セミセクスタイルに似ている。
- Q - キンタイル 72°（orb +-2°）。影響はわずかである。天分や、漠然とした幸福な状況を表している。
- bQ - バイキンタイル 144°（orb +-2°）。影響はわずかで、キンタイルに似ている。
- P - パラレル : ほかのアスペクトとは異なり、赤道座標における赤緯が同じ値となる天体間で発生する。合に類似した作用を持つとされる。2天体が天の赤道に対して同じ側にある通常のParallelと赤道を挟んで反対側にあるContraparallelがある。
- ℞ - 逆行 : 地球から見たときに地球との相対的な速度から、ある天体が逆方向に動いているように見えることがある。これが逆行である。逆行はアスペクトではないが、占星術師には、星位図の中での考察に含めるものがある。彼らによれば、出生図において逆行している惑星は、潜在的な弱点であるとされる。
- S - 留 : 地球から見たときに地球との相対的な速度から、ある天体が静止しているように見えることがある。これが留で順行と逆行の間で発生する。留はアスペクトではないが、占星術師には、星位図の中での考察に含めるものがある。彼らによれば、留の状態にある惑星は吉凶ともに強い影響力があるとされる。

##### グループ・アスペクト
アスペクトの中には、3つ以上の惑星が関与するものもある。おもなグループ・アスペクトには以下のものがある。
- グランドトライン（大三角）- 3つの惑星がそれぞれトライン（120度）の関係にあるアスペクト。この場合、3惑星が入っているサインの4大元素が必ず一致するため、それに応じて「火のグランドトライン」「地のグランドトライン」「風のグランドトライン」「水のグランドトライン」に分けられる。
- ハーモニック・コンコーダンス - 2組の大三角が組み合わさって六芒星の形となるもの。当然のようにきわめて稀にしか出現しない。
- グランドクロス（大十字）- 4つの天体がお互いにスクエア（90度）の関係にあり、十字を形成しているアスペクト。この場合、各惑星が入っているサインの性質（不動宮、活動宮、柔軟宮）が必ず一致するため、「不動のグランドクロス」「活動のグランドクロス」「柔軟のグランドクロス」に分けられる。
- トリプルコンジャンクション（三重合）- 3つの天体が合にある星位。
- Tスクエア（T字型十字）- 3惑星A、B、CがあるときにAとBがオポジション（180度）を形成し、AとC、BとCがそれぞれスクエア（90度）を形成するアスペクト。その名の通り、T字型になる。
- カイト（凧）- 4惑星A、B、C、Dがあるとき、∠DAB=120度、∠ABC=∠CDA=90度、∠BCD=60度となるもの。形が西洋凧に似ていることからこうよばれる。
- ヨード - 3惑星が構成する3つのアスペクトが、セクスタイル1、クウィンカンクス2の構成となってY字型の配置となっているものをいう。スクエア1、セスキコードレイト2の構成のY字型の配置もヨードとされることがある。
- 調停 - 3個以上の惑星が構成するハードアスペクトである180度とソフトアスペクトである120度と60度の複合したもの、あるいは90度と120度の複合したものは古くから「調停」と呼ばれている。これをグループアスペクトに含める場合もある[78]。

このような3個以上の占星点で形成されるグループアスペクトにおいては、単独のアスペクトより広いオーブ、あるいは狭いオーブを採用する場合がある。
上記のような複数の惑星ないしASCやMCが特徴的な図形を構成するグループアスペクトの概念を緩くした、複合アスペクトの概念が存在する。たとえば、3つの惑星A、B、CがあるときにAとB、BとC、そしてCとAの間にそれぞれアスペクトが存在するとき、3つの惑星A、B、Cが複合アスペクトを構成するという。そして複合アスペクトから吉凶象意を読みとっていく技法がある。
ただし、調停の説明にあるとおり複合アスペクトの考え方は古くから存在する。実際、ほとんどのホロスコープに複合アスペクトが形成される。